# Art germànic

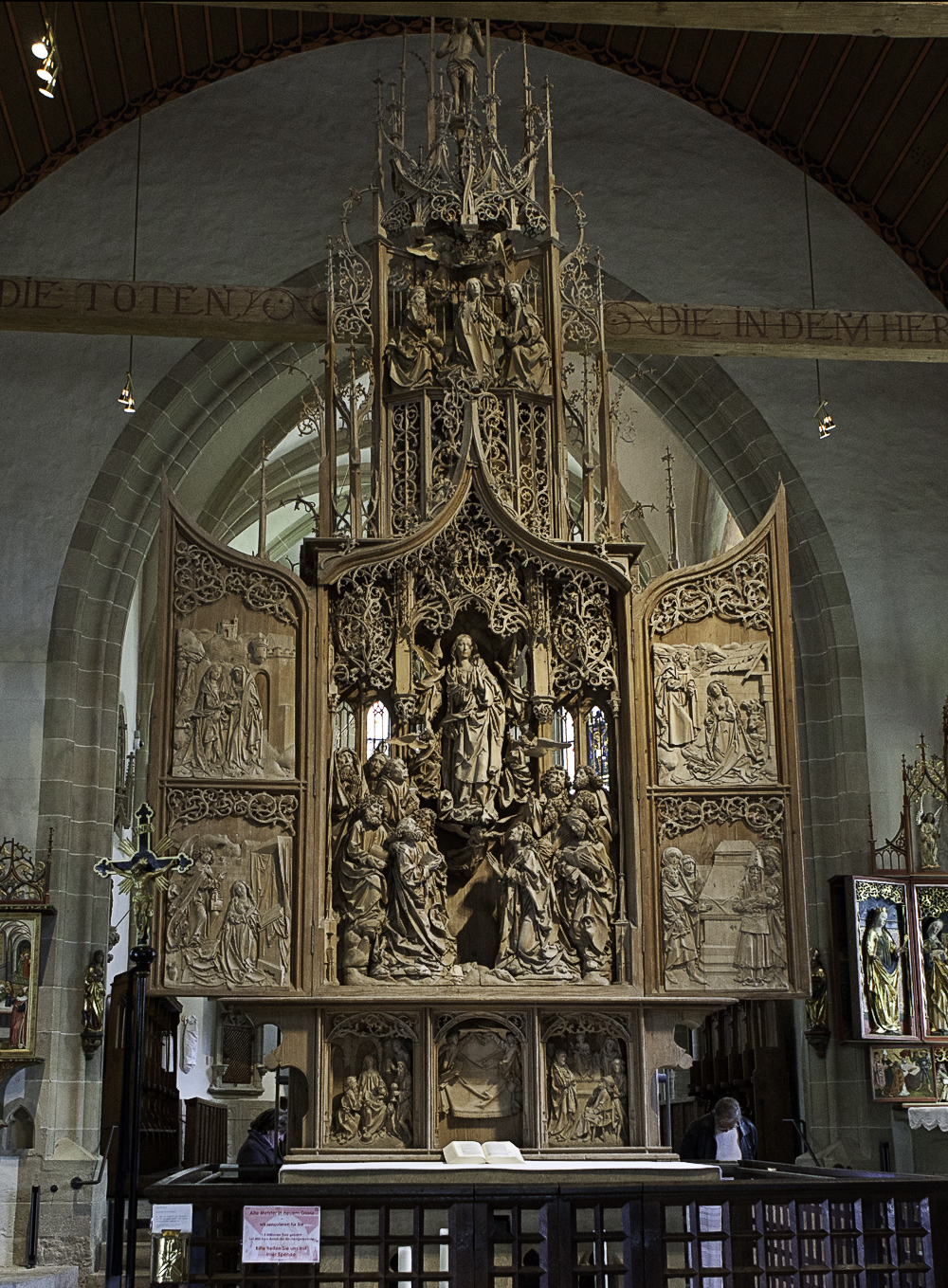
Altar gòtic tardà realitzat per Tilman Riemenschneider a Creglingen.

L'Art germànic té una llarga i gran tradició en les arts visuals, des de la més prematura obra coneguda de l'art figuratiu fins al corrent de l'art contemporani. Alemanya ha estat unida en un sol estat des del segle xix, i la definició de les seves fronteres ha seguit un procés molt difícil i dolorós. Per als períodes anteriors de l'art alemany se inclou el produït en les regions de parla alemanya, incloent Àustria, Alsàcia i gran part de Suïssa, així com ciutats en gran part de parla alemanya o regions a l'est de les fronteres alemanyes modernes.
Encara que es tendeix a menyprear la relació amb les contribucions d'Itàlia i França des del punt de vista del món de parla anglesa, l'art germànic ha tingut un paper crucial en el desenvolupament de l'art occidental, especialment en l'art celta, l'art carolingi i l'art otonià. Des del desenvolupament de l'art romànic, França i Itàlia van començar a ser pioners en la seva producció per a la resta de l'edat mitjana, però la producció d'una Alemanya, cada vegada més rica, va romandre estant molt important. El renaixement alemany va estar desenvolupat en diferents direccions que el renaixement italià, va ser dominat inicialment per la figura central d'Albrecht Dürer i els principis del domini alemany en la impremta. La fase final del renaixement i del manierisme nòrdic, se centra prop de les terres alemanyes, a Flandes i a la capital imperial de Praga, però, sobretot en l'arquitectura, el barroc i el rococó alemany van prendre aquests estils importats amb entusiasme. Els orígens alemanys del romanticisme no van conduir a Alemanya a una posició central en les arts visuals, però la seva participació en els moltes moviments generals de l'art modern després del col·lapse de l'art acadèmic han anat en un augment important.

## Prehistòria i Antiguitat tardana

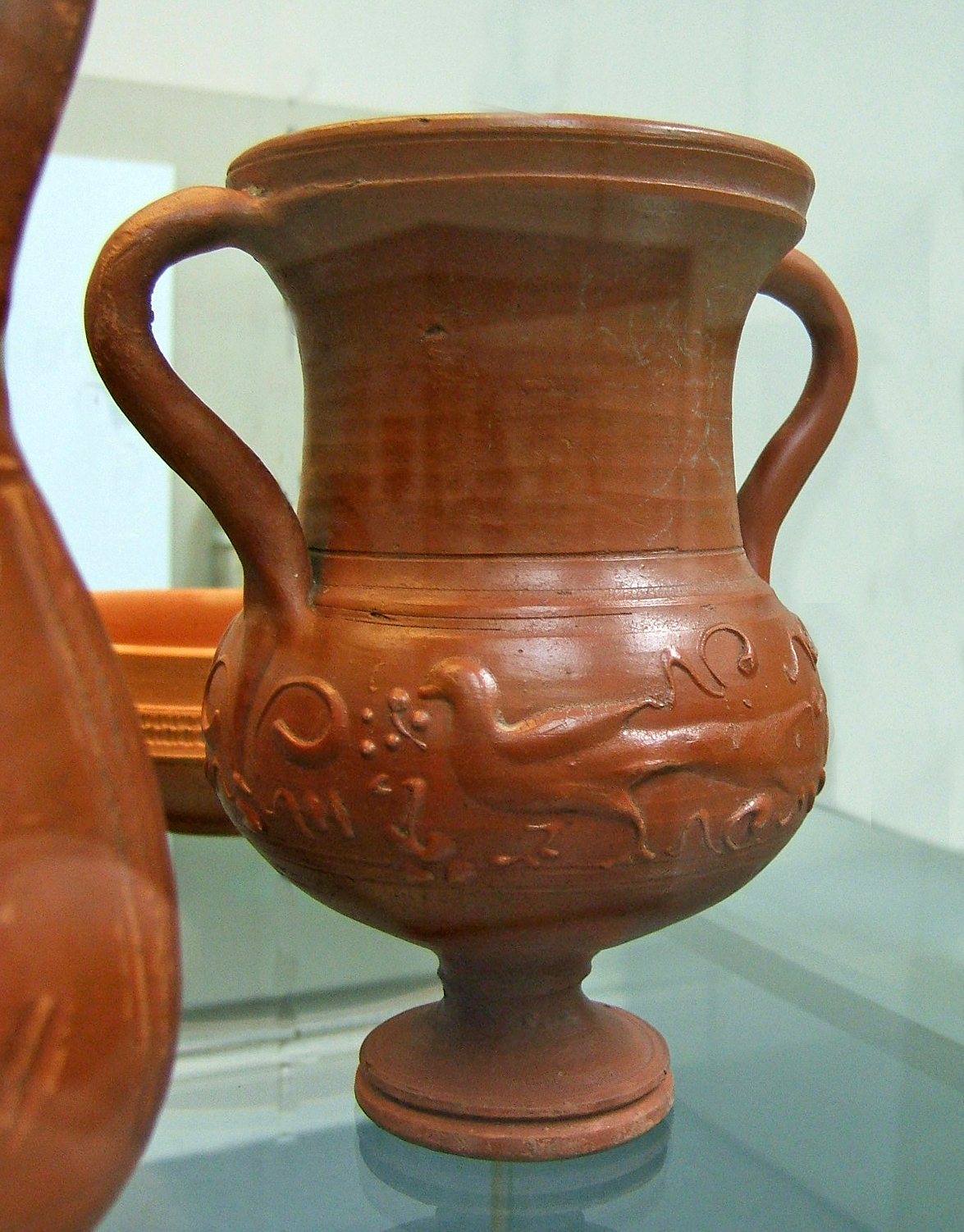
Atuell de ceràmica de terra sigillata a Rheinzabern.

L'àrea de la moderna Alemanya és rica en troballes d'art prehistòric, inclosa la Venus d'Hohle Fels, exemple indiscutible de l'obra figurativa coneguda més antiga de l'art paleolític superior, de més de 35.000 anys aC, que va ser descoberta el 2008; [1] la més coneguda és la Venus de Willendorf (24-22.000 aC) que prové de una zona més propera a la frontera d'Àustria. Les troballes espectaculars de l'edat del bronze dels barrets d'or se centren a Alemanya, igual que l'àrea «central» de la Cultura dels camps d'urnes i la cultura de Hallstatt. A l'edat del ferro «cèltic», la cultura de La Tène es troba a l'Alemanya Occidental i a l'est de França, a Alemanya s'han produït moltes troballes importants de l'art cèltic com els enterraments d'elit a Reinheim i Hochdorf, i els oppidum de Glauberg a Hesse, de Manching i de Heuneburg, on existeix un dels focus d'un projecte de recerca multidisciplinària en centres cèltic realitzats per la Deutsche Forschungsgemeinschaft.
Després de llargues guerres, l'Imperi Romà va establir les seves fronteres en Germània amb el Limes Germanicus que inclou gran part del sud i oest de l'Alemanya moderna. L'art produït en les províncies alemanyes van ser versions provincials de l'art romà, però hi va haver centres allà, com el del Rin que van ser grans productors de ceràmica romana antiga, exportant a tot l'Imperi. Rheinzabern va ser un dels centres més grans, on s'han produït excavacions i s'ha fundat un museu dedicat a les seves descobertes, sobre tot de terra sigillata.
Zones no romanitzades en la posterior caiguda del període romà, van ser notables en l'art germànic per les seves obres metàl·liques, especialment joies -les peces més grans, aparentment van ser usades principalment pels homes-.

## Edat mitjana

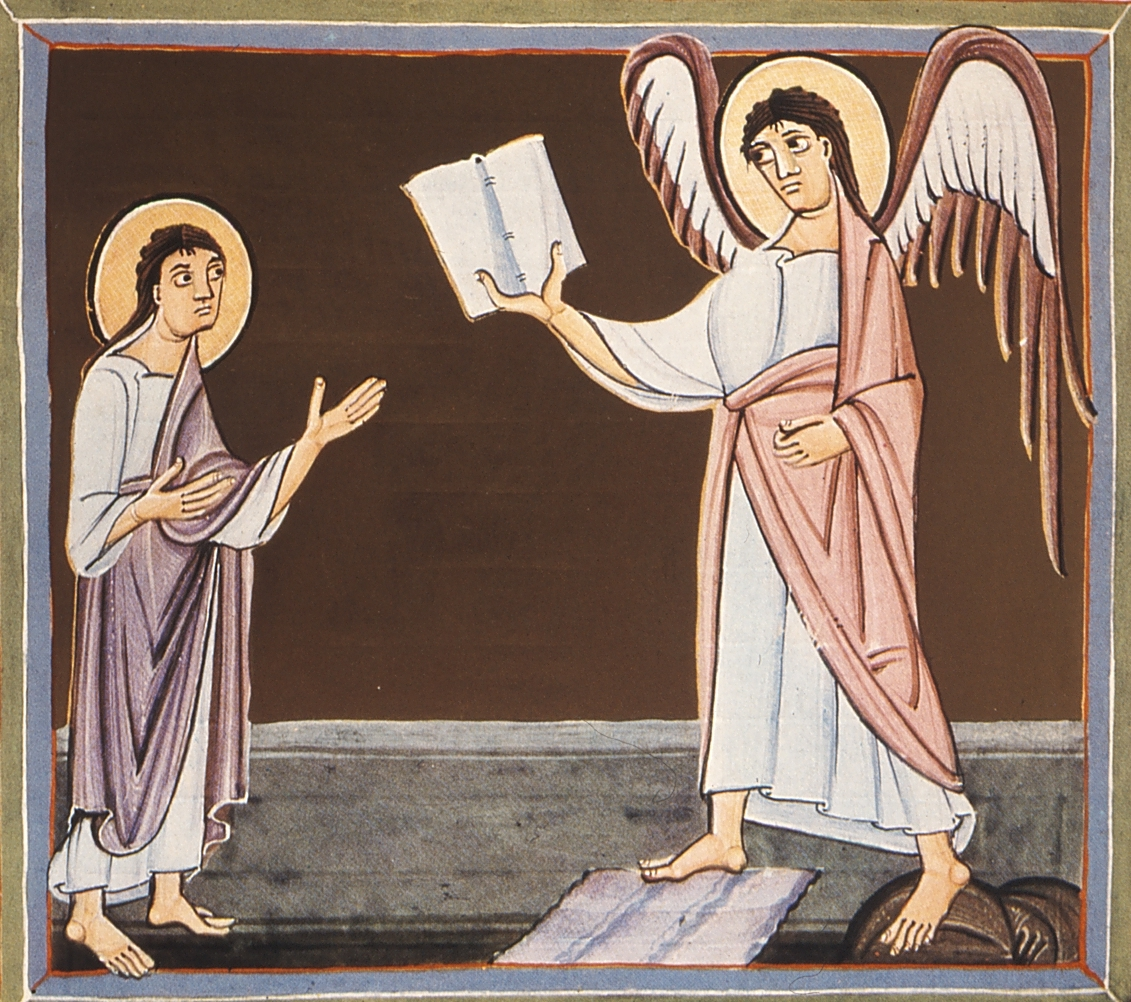
L'Apocalipsi de Bamberg, des de l'otoniana Escola de Reichenau, aconsegueix monumentalitat en una petita escala. 1000-1020.

L'art medieval alemany va començar amb el regne Franc de Carlemany (m. 814), el primer estat en abastar la gran majoria del territori modern d'Alemanya, així com a França i gran part d'Itàlia. L'art carolingi estava restringit a un nombre relativament petit d'objectes produïts per un cercle de patrocinadors prop de les abadies imperials, però que va tenir una enorme influència en l'art medieval de tot Europa. L'objecte més comú que ha sobreviscut és el manuscrit il·luminat; les pintures murals van ser també força comunes, però, a l'igual dels edificis que les allotjaven, quasi totes han desaparegut. Els centres anteriors de manuscrits es troben en la zona de la França moderna, però més tard Metz en Lorena i l'abadia de Sankt Gallen en la moderna Suïssa van arribar a competir amb ells. El Sacramental Drogo i el Salteri Folchard es troben entre els manuscrits que produïen.

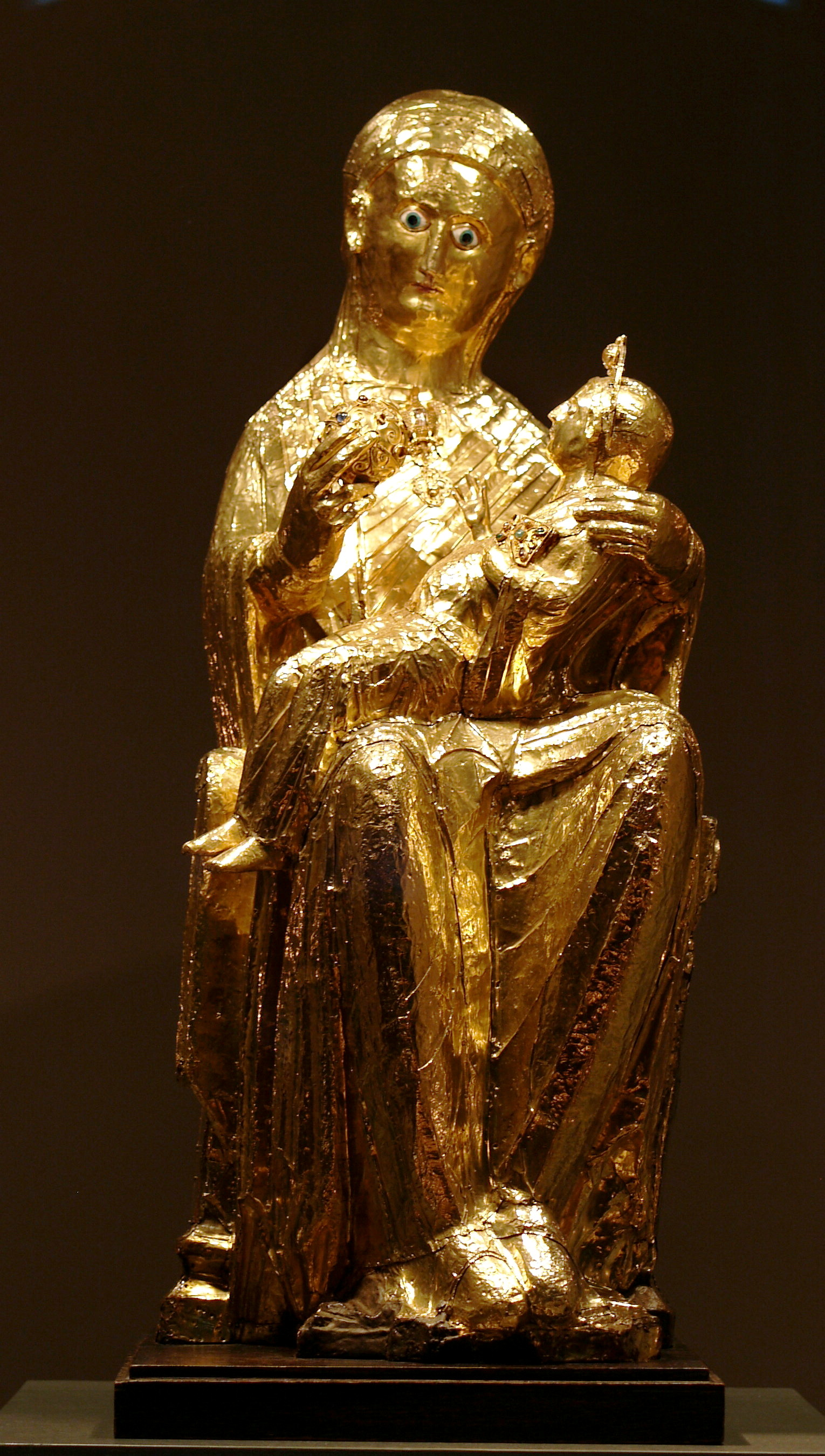
Madonna d'or d'Essen

No hi ha exemplars en escultura monumental carolíngia, encara que potser el patrocini més important de Carlemany va ser l'encàrrec d'una figura d'or de mida natural de sant Crist per la seva Capella Palatina d'Aquisgrà; això solament es coneix per referències literàries i va ser probablement una làmina d'or al voltant d'una base de fusta, probablement modelada amb una emprimació de gesso, com l'obra realitzada més tard de la Madonna d'or d'Essen. A l'art paleocristià no havien aparegut escultures monumentals de figures religioses per l'oposició dels governants i els Pares de l'Església, ja que aquests ho van associar fortament amb els ídols de culte de la religió a l'antiga Roma. L'art romà d'Orient i l'art religiós modern ortodox de l'est han mantingut la prohibició fins a l'actualitat, però l'art occidental va ser influït a abandonar-ho de forma decisiva al parer per l'exemple de Carlemany. El cercle de Carlemany desitjava reviure les glòries de l'estil clàssic, que en la seva majoria coneixien les formes de l'Antiguitat tardana, i també per competir amb l'art romà d'Orient, on sembla, van ser ajudats per artistes de refugiats de les convulsions de la iconoclàstia. El propi Carlemany sembla no haver estat gaire interessat en l'art visual, tanmateix, la seva rivalitat política amb l'Imperi Romà d'Orient i el suport del papat, pot haver contribuït a la posició pro imatge expressada al Libri Carolini, on estableix la forma i utilització d'imatges amb poca variació de l'Església occidental durant la resta de l'edat mitjana i fins i tot més tard.
Sota la següent dinastia saxona, el territori central de la qual va estar més aproximat a la moderna Alemanya, Àustria i la Suïssa de parla alemanya, l'art otonià va ser un producte principalment dels grans monestirs, especialment Reichenau que era el centre artístic occidental líder en la segona meitat del segle x. L'estil Reichenau va utilitzar formes modelades i simplificades per crear imatges molt expressives, allunyades de les aspiracions clàssiques de l'art carolingi, i a l'espera de l'art romànic. La Creu de Gero a la ratlla dels anys 965-970 de la Catedral de Colònia és a la vegada el treball més fi alt medieval realitzat proper a la mida natural de la figura de Crist crucificat; historiadors de l'art havien estat refractaris a donar crèdit als registres que donaven la seva data d'execució, fins que van ser confirmats per la dendrocronologia el 1976. Igual que a la resta d'Europa, obres d'orfebreria en metalls, continuaven sent la forma més prestigiosa de l'art, en obres com l'enjoiada Creu de Lotari, realitzada prop de l'any 1000, probablement a Colònia, malgrat haver-hi una majoria d'acord aproximada a les data citada, un altre autor Peter Lasko dona a la creu la data de l'any 980 a tot tardar.

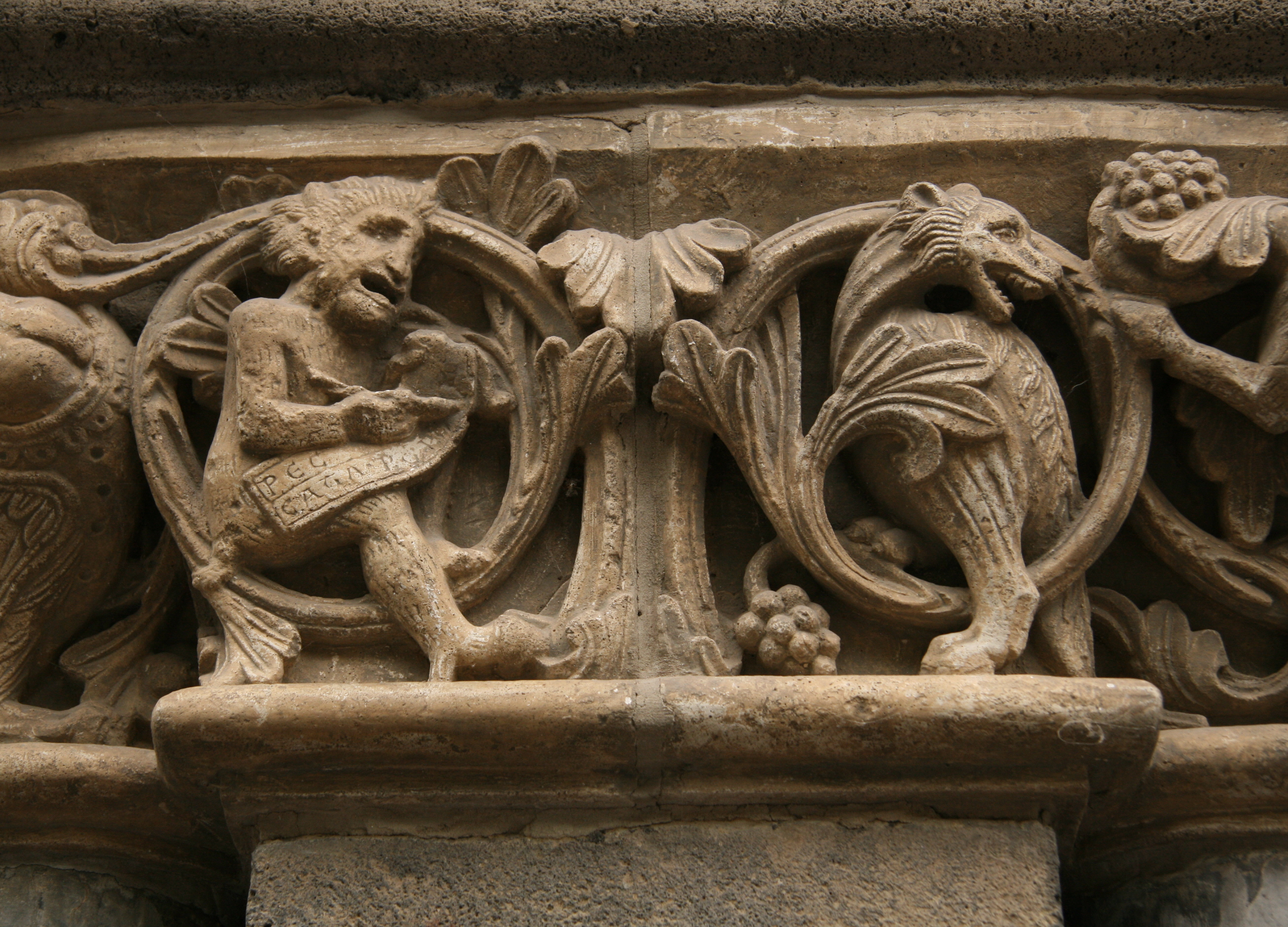
Art romànic a l'abadia de Santa Maria Laach.

L'art romànic va ser el primer moviment artístic en abastar la totalitat d'Europa Occidental, encara que amb varietats regionals. Alemanya va ser una part central del moviment, encara que l'arquitectura romànica alemanya va fer força menys ús de l'escultura que la de França. Amb l'augment de la prosperitat van ser construïdes esglésies de forma massiva en moltes de les ciutats a tota Alemanya, ja no solament a aquelles patrocinades pel cercle imperial. Els francesos van ser dels primers utilitzar l'art gòtic, i Alemanya encara que més lenta en adoptar-ho, però una vegada que ho van fer com propi, es va continuar utilitzant durant molt de temps després que la resta d'Europa ja l'ho havia abandonat. D'acord amb Henri Focillon, el gòtic va permetre a l'art alemany: «definir per primera vegada uns certs aspectes del seu geni natiu en una concepció vigorosa i emfàtica de vida i forma, en el que l'ostentació teatral estava mesclada amb una vehement franquesa emocional». El Cavaller de Bamberg dels anys 1300, de la catedral de Bamberg, és la més antiga estàtua eqüestre de pedra i una de la més reeixida manifestació de l'art gòtic; d'altres monuments de tombes principesques medievals han sobreviscut a Alemanya, França o Anglaterra. A les esglésies romàniques i del primer gòtic es mostraven pintures murals en versions locals d'estils internacionals, i de les que es coneixen pocs noms dels artistes que les van realitzar.

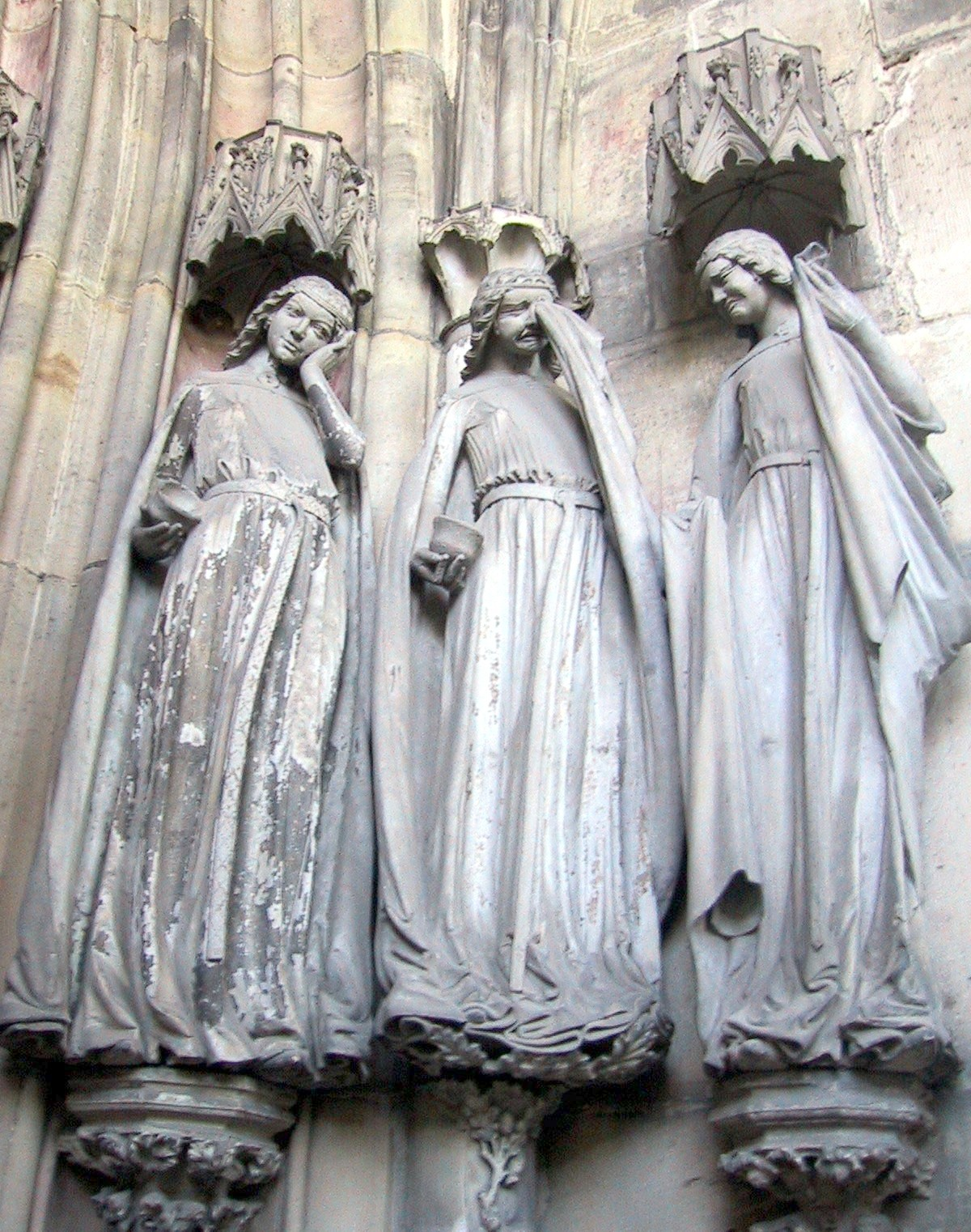
Tres verges nècies, Catedral de Magdeburg, c. 1250.

La cort del Sacre Imperi Romanogermànic, tot seguit, amb seu a Praga, va tenir un paper important en la formació del gòtic internacional de finals del segle xiv. [9] Aquest art es va estendre prop de les ciutats riques del nord d'Alemanya per artistes com a Conrad von Soest a Westfàlia i Mestre Bertram a Hamburg, i més tard Stephan Lochner a Colònia. Hamburg va ser una de les ciutats de la Lliga Hanseàtica, tot seguit, en altura a la seva prosperitat, Bertram va ser succeït en la ciutat per artistes com el Mestre Francke, el Mestre de l'Altar Malchin, Hans Bornemann, Hinrik Funhof i Wilm Dedeke que van sobreviure en l'època del Renaixement. Artistes hanseàtics van pintar nombrosos encàrrecs per a les ciutats del Bàltic en els països escandinaus i els moderns estats bàltics de l'est. Al sud, el Mestre de l'altar Bamberg va ser el primer pintor significatiu amb seu a Nuremberg, mentre que el Mestre d'Heiligenkreuz i després Michael Pacher van treballar a Àustria.
A l'igual del de Pacher, el taller de Bernt Notke, pintor de la ciutat hanseàtica de Lübeck, es pintaven retaules o feien les talles en un estil cada vegada més elaborat utilitzant pintures, daurats i marcs o d'altres alternatives per als panels pintats. L'escultura en fusta del sud d'Alemanya va ser important en el desenvolupament dels nous temes que reflectien la vida de devoció intensament emocional, animats pels moviments del catolicisme medieval tardà així com en la pròpia mística alemanya. Aquestes obres són conegudes com a «imatges de devoció» i inclouen la Pietat, Crist pensatiu, Arma Christi, Santa Faç, el cap tallat de Joan el Baptista, i la Mare de Déu dels Dolors, moltes d'aquestes s'estendrien per tot Europa i van ser populars fins al barroc i en la imatgeria religiosa popular durant més temps. En efecte, el «Barroc tardà gòtic» és un terme usat de vegades per descriure l'art hiperdecorat i emocional del segle xv, sobretot a Alemanya.
Martin Schongauer, que treballava a Alsàcia, en l'última part del segle xv, va ser la culminació de finals de la pintura alemanya gòtica, amb un estil sofisticat i harmoniós, però cada vegada passava més temps produint gravats per al comerç nacional i internacional de distribució que havia desenvolupat, les seves impressions eren conegudes a Itàlia i en altres països. Els seus predecessors van ser el Mestre de les cartes de joc i el Mestre E. S., tots dos també de la regió de l'Alt Rin.. El conservadorisme alemany es mostra per l'ús dels fons d'or, sent utilitzats per molts artistes fins ben entrat el segle xv.

## Pintura del renaixement i gravat

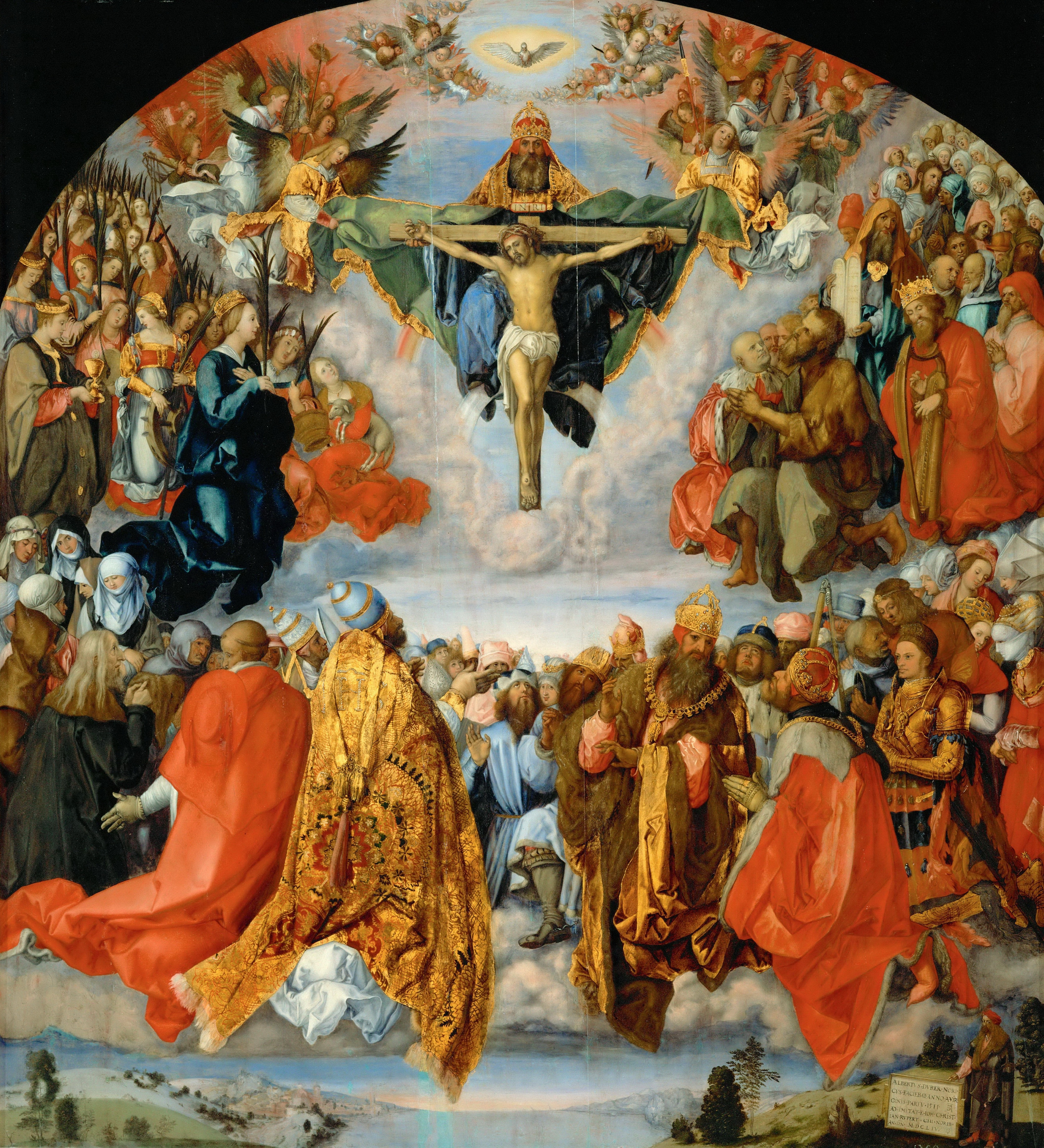
Adoració de la Trinitat (1511) per Albrecht Dürer.

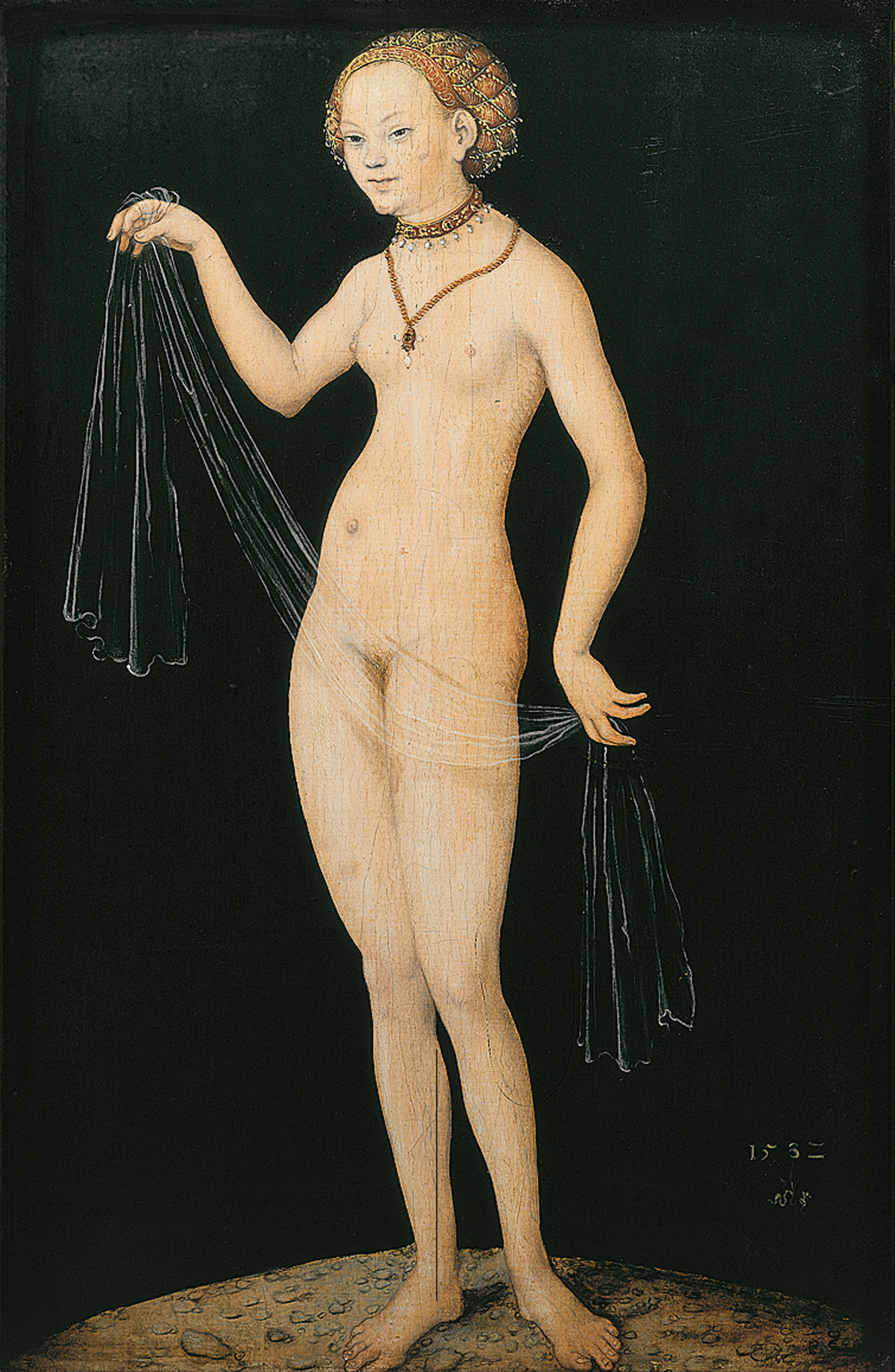
Venus de Lucas Cranach el Vell (1532.

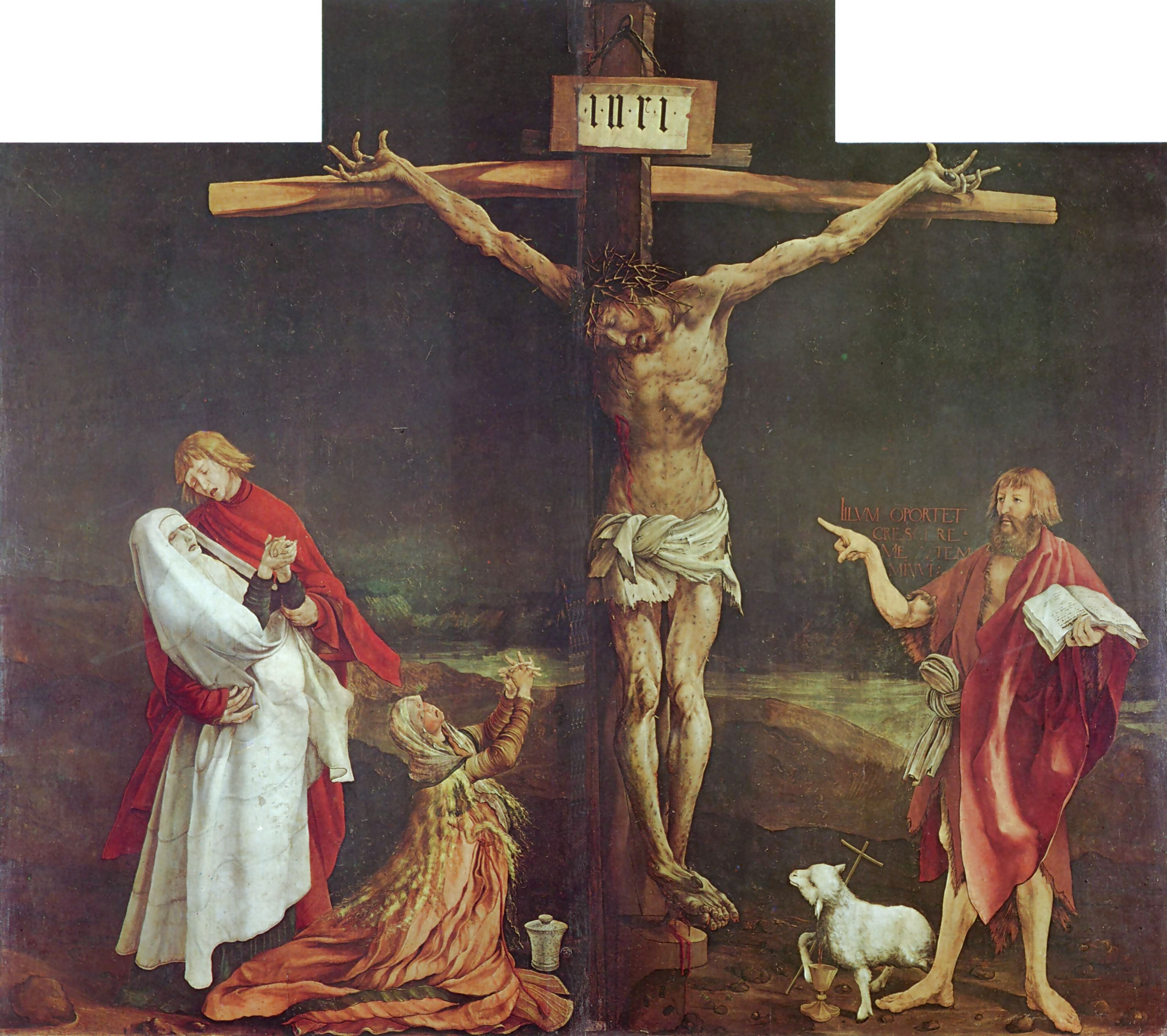
La Crucifixió, panel central del Retaule d'Isenheim realitzat per Matthias Grünewald.

El concepte del renaixement del Nord o del renaixement alemany està una mica confós per la continuació de l'ús de l'elaborat ornament gòtic fins ben entrat el segle xvi, també en obres que són, sens dubte, del renaixement en el seu tractament de la figura humana i d'altres aspectes. L'ornamentació clàssica va tenir poca ressonància històrica en gran part d'Alemanya, però en altres aspectes va ser ràpida per continuar l'evolució, especialment en l'adopció de la impressió amb tipus mòbils, cap al 1450 Johannes Gutenberg va presentar el seu sistema d'impressió amb tipus mòbils, que és considerat una invenció independent a Europa, que va romandre quasi com un monopoli alemany durant alguna dècada, i que va ser estès a la majoria d'Europa, incloent França i Itàlia, pels alemanys.
El gravat i la xilografia (potser una altra invenció alemanya) ja estava més desenvolupat a Alemanya i els Països Baixos que en qualsevol altre lloc. Els alemanys es van posar al davant en el desenvolupament de la il·lustració de llibres, per regla general d'un nivell artístic relativament baix, però vist per tot Europa, amb la tècnica dels blocs de fusta, sovint prestats a les impremtes d'edicions en altres ciutats o llengües. El més gran artista del renaixement alemany, Albrecht Dürer, va començar la seva carrera com a aprenent en un taller de Nuremberg, a càrrec de Michael Wolgemut, que havia abandonat la seva pintura per produir en el nou mitjà. Dürer va treballar en el llibre més extravagant il·lustrat de l'època, la Crònica de Nuremberg, publicat pel seu padrí Anton Koberger, el més gran impressor-editor d'Europa en aquest moment.
Després de completar el seu aprenentatge en 1490, Dürer va viatjar per Alemanya durant quatre anys, i per Itàlia uns mesos, abans d'establir el seu propi taller a Nuremberg. Ràpidament es va fer famós a tot Europa pels seus gravats a la fusta, energètics i equilibrats, i també per la seva pintura. Encara que conservant un estil distintiu alemany, la seva obra mostra una forta influència italiana, i amb freqüència es pren per representar el començament del renaixement alemany en l'art visual, que durant els pròxims quaranta anys va reemplaçar els Països Baixos i França com a àrea de la producció de la més gran innovació al nord, de l'art europeu. Dürer en estar recolzat per Martí Luter, va continuar creant marededéus i d'altres imatges catòliques, i els retrats de pintura dels líders de tots dos costats de la divisió emergent de la reforma protestant.
Dürer va morir el 1528, abans que fos evident que la divisió de la Reforma s'havia convertit en permanent, però els seus alumnes de la generació següent no van poder evitar prendre partit. La majoria dels artistes alemanys es van convertir en líders protestants, però això els privava de la realització de la majoria dels encàrrecs de les obres religioses, el suport principal dels ingressos dels artistes. Martí Luther s'havia oposat a la imatgeria catòlica, però no a les imatges en si, i Lucas Cranach el Vell, un amic proper de Luther, havia pintat una sèrie de «retaules luterans», en la seva majoria mostrant l'Últim sopar, algunes d'elles amb retrats dels principals teòlegs protestants com els Dotze Apòstols. Aquesta fase de l'art luterà va acabar abans de 1550, probablement sota la més forta pràctica de l'aniconisme per influència del calvinisme, i les obres religioses per a l'exhibició pública pràcticament van deixar de fer-se en les zones protestants. És de suposar, que en gran part a causa d'això, el desenvolupament de l'art alemany havia disminuït molt al voltant de 1550, però en les dècades anteriors els artistes alemanys havia estat molt fèrtils al desenvolupament dels temes alternatius per reemplaçar el buit en la seva cartera de comandes. Cranach, a més a més de retrats, va desenvolupar un format de retrats verticals de nus provocatius, donant-los títols clàssics o bíblics.
El pintor Matthias Grünewald, va deixar molt poques obres, però la seva obra mestra, el Retaule d'Isenheim (acabat l'any 1515), ha estat àmpliament considerada com una de les millors pintures del renaixement alemany des que va ser restaurat pels crítics d'art al segle xix. És una obra intensament emocional que continua la tradició gòtica alemanya del gest i l'expressió sense restriccions, fent servir el renaixement com a principi de la composició, però mantenint en la majoria de les formes l'art gòtic en el multialat tríptic.
L'Escola del Danubi és el nom d'un cercle d'artistes del primer terç del segle xvi actius a Baviera i Àustria, incloent Albrecht Altdorfer, Wolf Huber i Augustin Hirschvogel. Amb Altdorfer al cap, l'escola va produir els primers exemples d'art independent del paisatge a l'oest (quasi 1.000 anys després de la Xina), en pintures i gravats. Les seves pintures religioses tenien un estil expressionista bastant similar amb les obres de Matthias Grünewald. Els alumnes de Dürer, Hans Burgkmair i Hans Baldung Grien van treballar sobretot en gravats, Baldung va desenvolupar el tema tòpic de les bruixes en un nombre d'impressions enigmàtiques.
Hans Holbein el Vell i el seu germà Sigismund Holbein van pintar obres religioses d'estil gòtic tardà. Hans el Vell va ser un pioner i líder en la transformació de l'art alemany des del gòtic al renaixentista. El seu fill, Hans Holbein el Jove va ser un important pintor de retrats i algunes obres religioses. La coneguda sèrie de petits gravats de fusta fets per Holbein el Jove sobre la dansa de la Mort es relacionen amb les obres dels Petits mestres, un grup d'artistes gràfics que es va especialitzar en gravats molt petits i molt detallats per a col·leccionistes burgesos, entre ells n'hi havia molts de temes eròtics, entre altres artistes de pertenyets aquest grup es troben Barthel Beham, Heinrich Aldegrever o Albrecht Altdorfer.

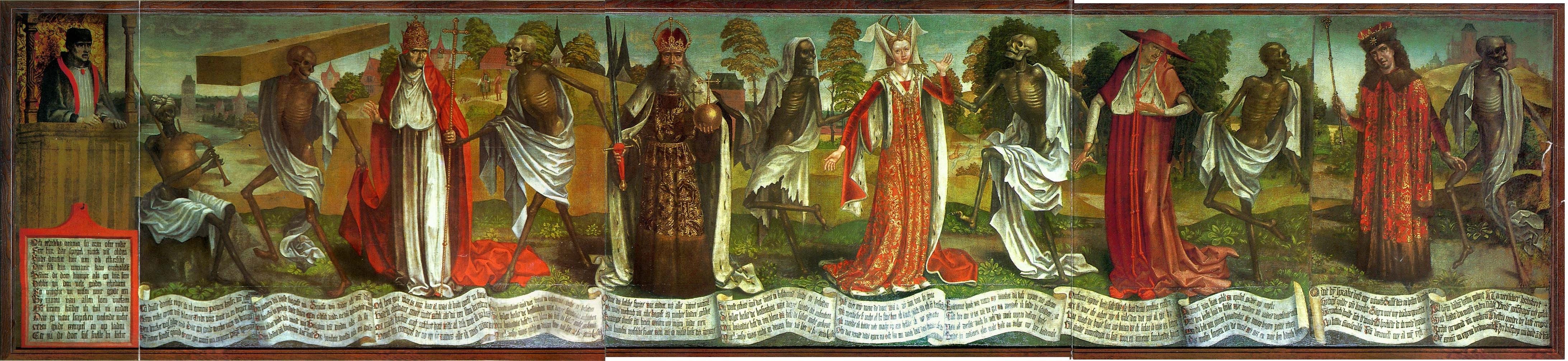
La dansa de la mort per Barthel Beham.

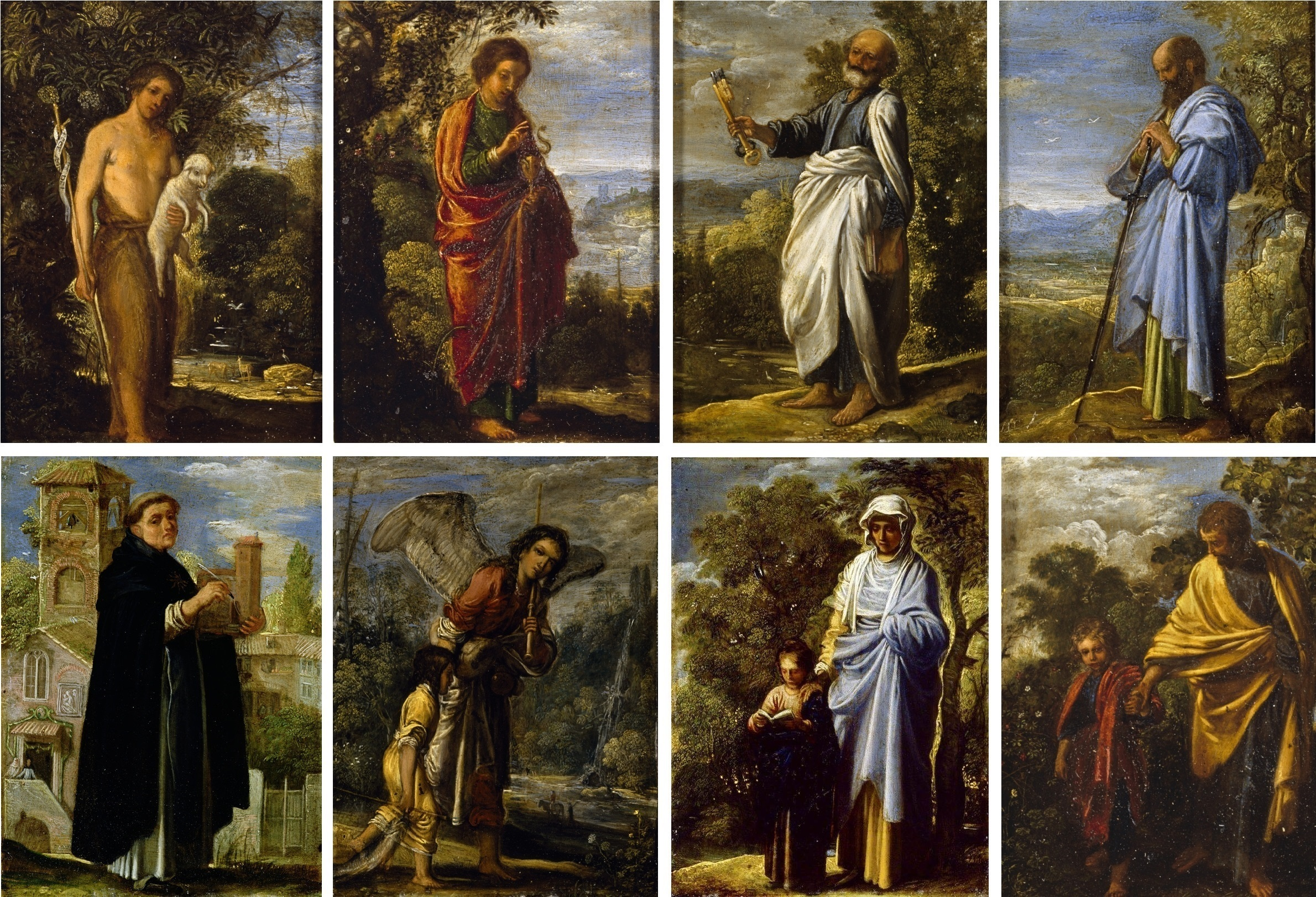
Set escenes religioses, oli sobre coure cada una de 9 x 7 cm per Adam Elsheimer.

Els assoliments de la primera meitat del segle xvi van ser seguits per algunes dècades d'una notable absència a destacar de l'art germànic, a part dels retrats consumats d'Holbein o Dürer i del també alemany Hans Burgkmair. Els següents artistes alemanys van treballar en el moviment dels manieristes del nord, que van haver d'aprendre a Itàlia o a Flandes. Hans von Aachen i l'holandès Bartholomeus Spranger van ser els principals pintors en les corts imperials de Viena i Praga, i la productiva família holandesa Sadeler de gravadors que va estar repartida per Alemanya, entre d'altres països.
Aquest estil es va continuar durant una altra generació per Bartholomeus Strobel, un exemple d'artista essencialment d'origen alemany i actiu a Silèsia i Praga, fins que va emigrar per escapar de la Guerra dels Trenta Anys i convertir-se l'any 1639 en pintor en la cort polonesa, títol atorgat pel rei Ladislau IV Vasa. Adam Elsheimer, l'artista alemany més influent en el segle xvii, va passar tota la seva carrera madura a Itàlia, on va començar treballant com a assistent per a un altre emigrat alemany Hans Rottenhammer a Venècia; tots dos van fer pintures de gabinet. Elsheimer instal·lat a Roma al 1600, totes les seves obres d'aqueste època van ser de format petit i generalment sobre coure, amb temes clàssics i de mitologia amb fons de paisatge.

## Escultura
En algunes parts catòliques d'Alemanya del Sud la tradició gòtica de la talla de fusta va continuar florint fins al final del segle xviii, adaptant-se als canvis en l'estil a través dels segles. Veit Stoss (m. 1533), Tilman Riemenschneider (d.1531) i Peter Vischer (d. 1529) van ser contemporanis de Dürer, i les seves llargues carreres van cobrir la transició entre els períodes gòtic i renaixentista, encara que el seu ornament diminut es va mantenir fins i tot després del gòtic quan en les seves composicions es va començar a reflectir els principis del Renaixement.
Dos segles i mig després, Johann Joseph Christian i Ignaz Günther eren els principals mestres en el barroc tardà, fins finals dels anys 1770, quasi una dècada abans de la Revolució Francesa. Un element vital en l'efecte dels interiors barrocs alemanys era el treball de l'Escola de Wessobrunner, la tècnica de l'estuc que va ser utilitzada del segle xvii fins finals del segle xviii. Una altra manifestació de l'habilitat escultòrica alemanya estava en la porcellana; el més famós modelista va ser Johann Joachim Kandler de la Porcellana de Meissen a Dresden, però l'obra de Franz Anton Bustelli per a la porcellana de Nymphenburg a Múnic sovint es considera el més gran èxit de la porcellana del segle xviii.

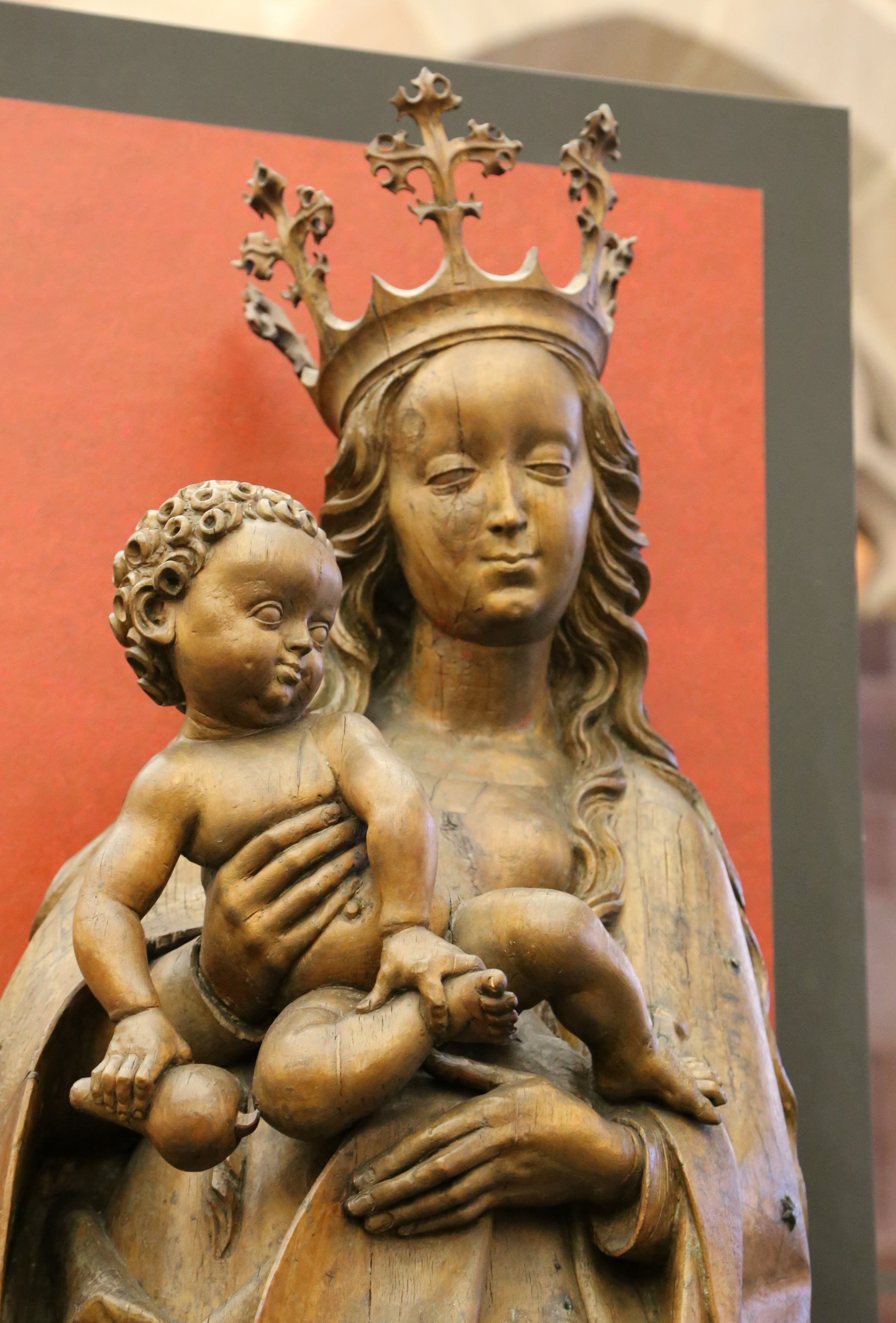
Marededéu de Veit Stoss (1500).
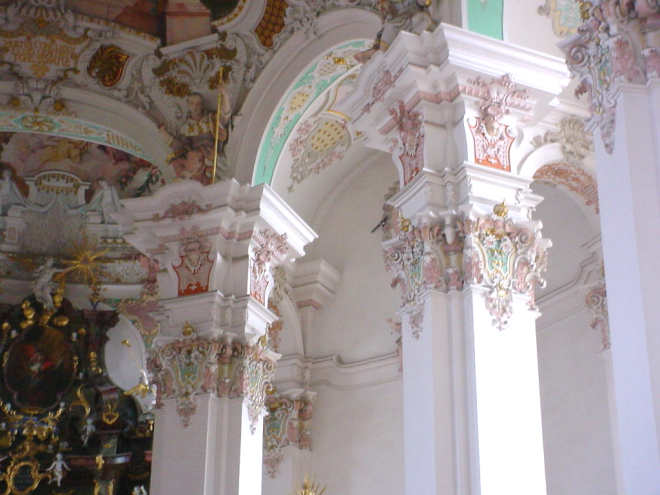
Estuc de l'escola de Wessobrunner.
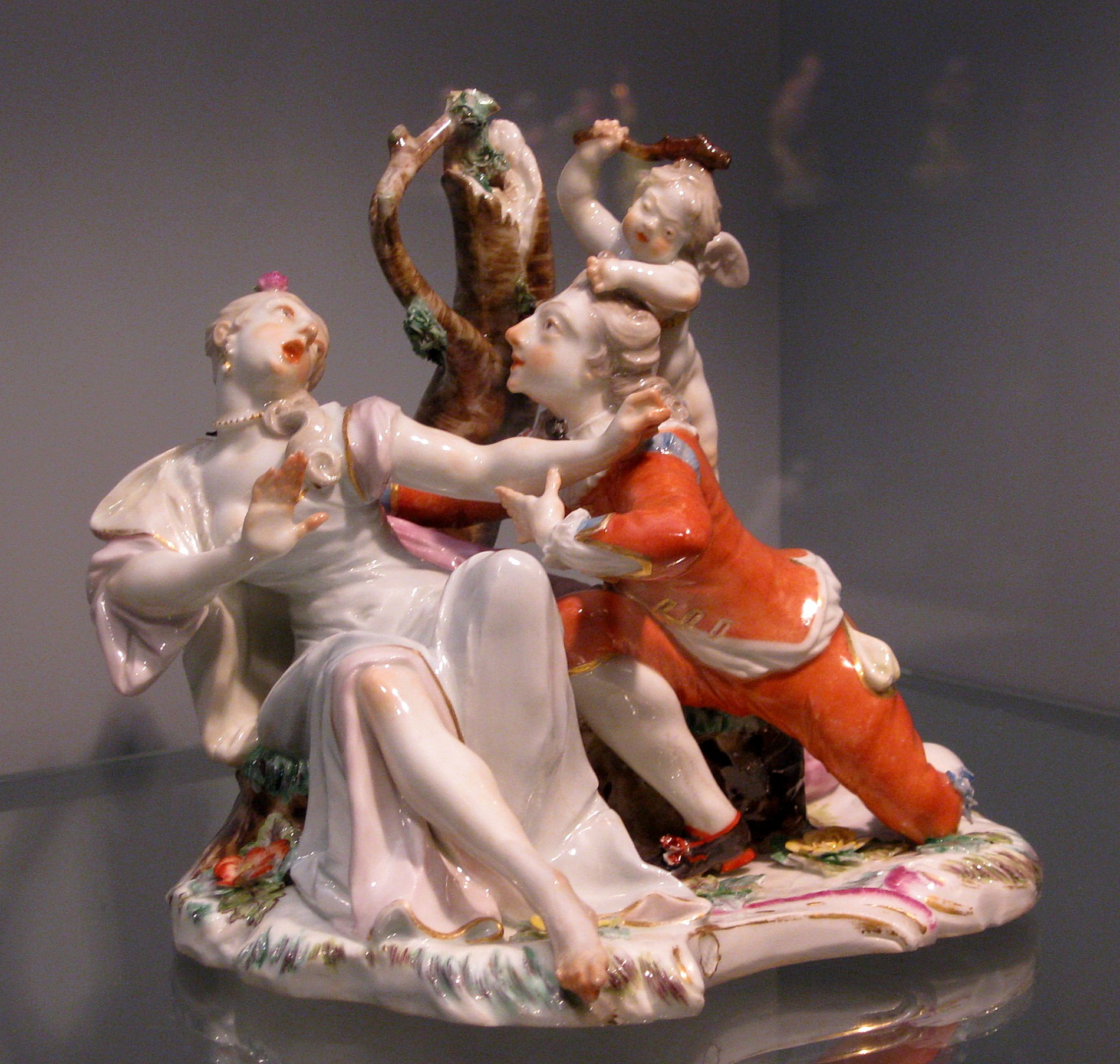
Els amants grup de porcellana de Bustelli. (1760)

## Pintura dels seglesxviial XIX

### Barroc, rococó i el neoclassicisme

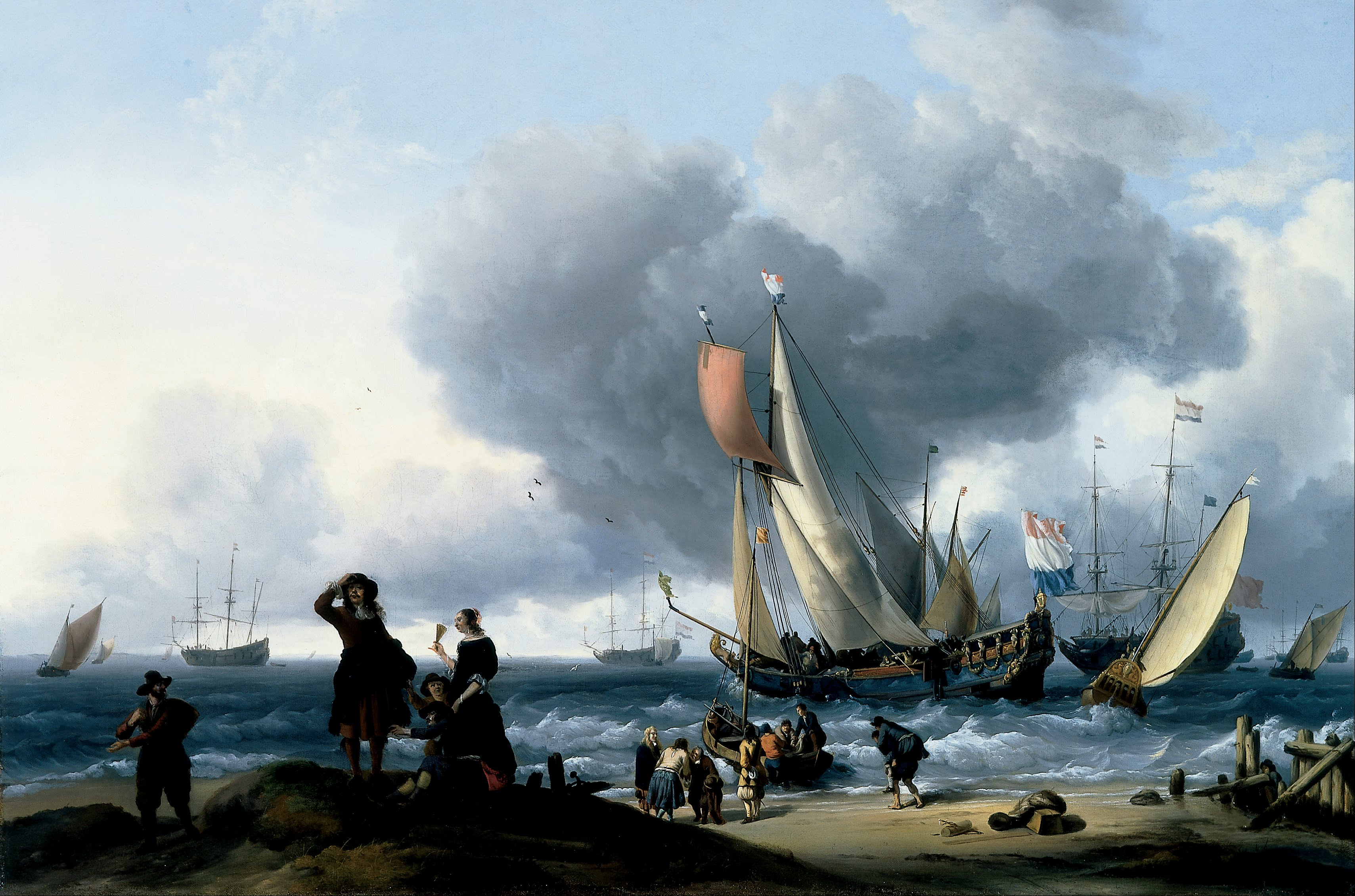
Marina de Ludolf Backhuysen

La pintura barroca va ser lenta en arribar a Alemanya, una mica abans de 1650, però una vegada establerta es va adaptar bé al gust alemany. Els períodes del barroc i rococó a l'art germànic van produir obres en la seva majoria derivades de les desenvolupades en altres llocs, encara que els nombres d'artistes experts en diversos gèneres van ser molt actius. El període alemany continua sent poc conegut fora d'Alemanya, i encara que «mai no va tenir cap pretensió de ser una de les grans escoles de pintura», el seu abandonament per part de la història de l'art no alemanya continua sent sorprenent., Molts pintors distingits estrangers van passar períodes en el país treballant per comandes dels prínceps alemanys, entre ells Bernardo Bellotto a Dresden i en altres llocs, i Giovanni Battista Tiepolo, que va passar tres anys pintant la Residència de Würzburg amb el seu fill Domenico. Molts pintors alemanys van treballar també en l'estranger, incloent Johann Liss que va treballar principalment a Venècia, Joachim von Sandrart i Ludolf Backhuysen, pintor de temes marins i l'artista principal dels últims anys de la pintura barroca als Països Baixos. A la fi del segle xviii el retratista Heinrich Füger i el seu alumne Johann Peter Krafft, les obres més conegudes del qual són tres grans murals a l'Hofburg, s'havien traslladat a Viena com a estudiants i es van quedar definitivament allà.
El neoclassicisme apareix anteriorment a Alemanya que a França, amb Anton Raphael Mengs (1728-1779), el pintor danès Asmus Jacob Carstens (1754-1798), i l'escultor Gottfried Schadow (1764-1850). Mengs va ser un dels artistes més respectats del seu temps, treballant a Roma, Madrid i d'altres llocs. La cursa curta de Carstens va ser turbulenta i conflictiva, deixant un rastre d'obres sense acabar, però a través d'alumnes i amics, com Gottlieb Schick, Joseph Anton Koch i Bonaventura Genelli, es nota la seva influència. Koch va néixer en les muntanyes del Tirol austríac i es va convertir en el pintor més destacat del continent en paisatges, concentrant-se en vistes de muntanya, malgrat passar la major part de la seva carrera a Roma.

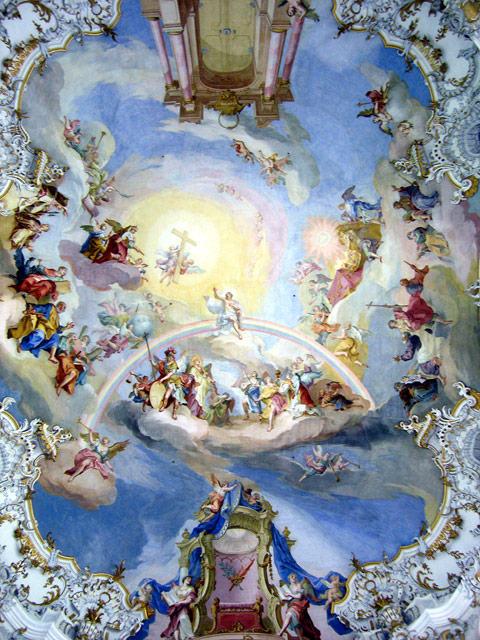
Pintura al fresc a l'església de Wies per Johann Baptist Zimmermann.

Daniel Chodowiecki va néixer a Danzig, i parcialment identificat com a polonès, encara que només parlava alemany i francès. Les seves pintures i centenars de gravats, il·lustracions de llibres i caricatures polítiques són un valuós document visual de la vida quotidiana i la cada vegada més complexa mentalitat de la Il·lustració alemanya, i el seu emergent nacionalisme. De origen suís Anton Graff va ser un retratista prolífic a Dresden, que va pintar personatges literaris, així com de la cort. La família Tischbein van ser els artistes que van cobrir entre ells la major part del segle xviii, igual que la família Zick, sobretot un grup pintors dedicats a la pintura mural de grans sostres barrocs, que encara hi eren actius en el segle xx, en la persona de l'il·lustrador Alexander Zick. Tant els germans Asam com Johann Baptist Zimmermann i el seu germà, van ser capaços entre ells de proporcionar un servei complet per als encàrrecs de les esglésies i palaus, amb el disseny de l'edifici i l'execució de l'estuc i pintures murals. L'efecte combinat de tots els elements d'aquests edificis al sud d'Alemanya, Àustria i Bohèmia, especialment els seus interiors, representen algunes de les realitzacions més completes i extremes de l'aspiració barroca, aclaparar a l'espectador amb el «món de fades radiant del noble de l'habitatge»" o l'«avenç de les glòries del paradís» en el cas de les esglésies.
L'Acadèmia de les Arts més antiga d'Alemanya va ser fundada a Berlín el 1696, i a través dels dos segles següents una sèrie d'altres ciutats van establir les seves pròpies institucions, en paral·lel amb l'evolució d'altres països europeus. A Alemanya, el mercat incert para l'art en un país dividit en una multitud de petits estats significava que els artistes alemanys van ser fins a l'actualitat més propensos a acceptar llocs d'ensenyament en les acadèmies i les seves institucions successores, que els seus equivalents a Anglaterra o França. Després de diverses fusions en diverses etapes, s'ha convertit en la Universitat d'Arts de Berlín des de l'1 de novembre de 2001.

### Escrits sobre l'art

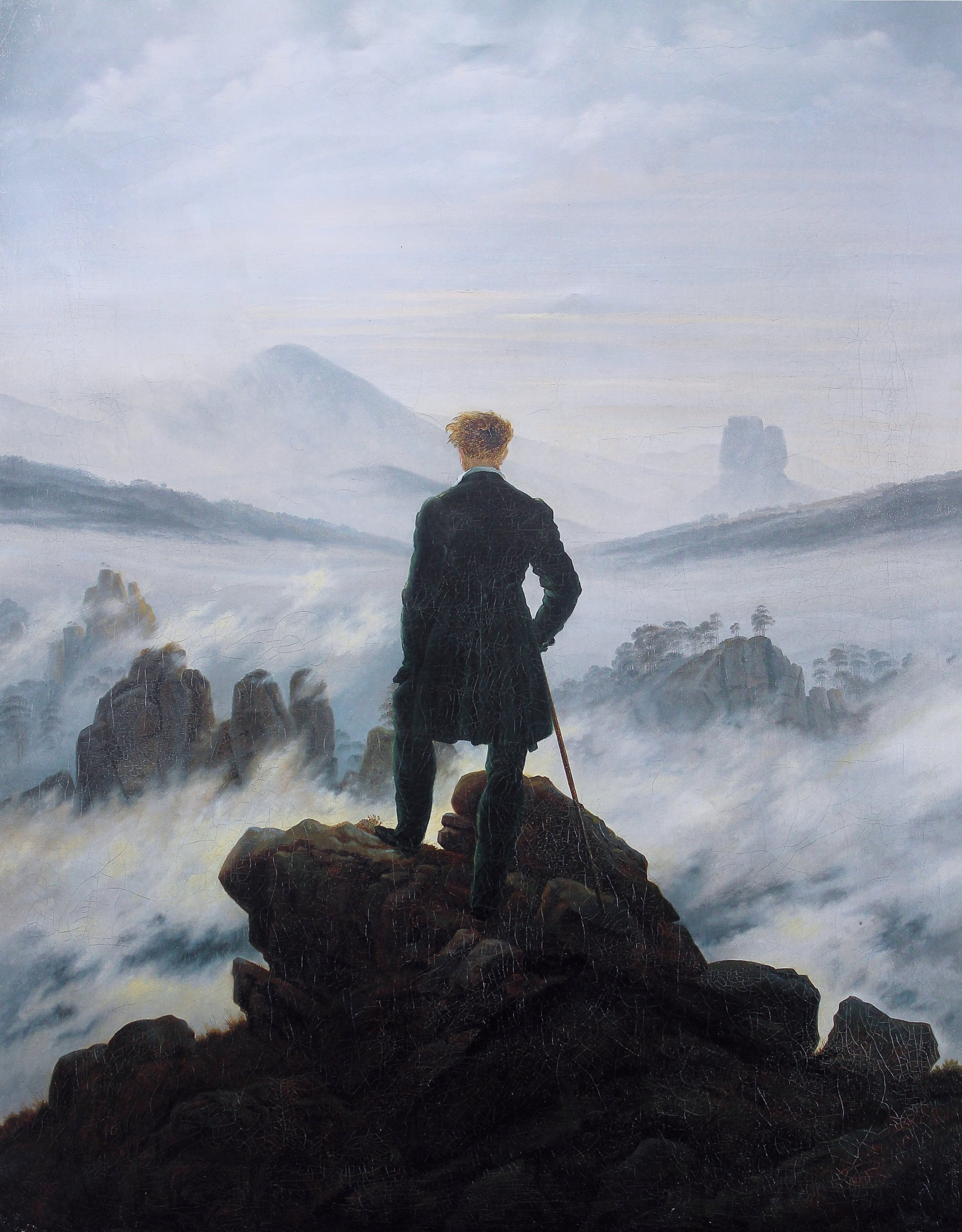
Caminant damunt un mar de boira (1817)

El període de la Il·lustració va fer que escriptors alemanys es convertissin en els principals teòrics i crítics d'art, encapçalats per Johann Joachim Winckelmann, qui va exaltar l'art de l'antiga Grècia i, malgrat no visitar Grècia o de veure gaires estàtues gregues antigues, va establir una anàlisi que distingeix entre els principals períodes de l'art de l'antiga Grècia, i els va relacionar amb moviments històrics més amplis. L'obra de Winckelmann va marcar l'entrada de la història de l'art en el discurs filosòfic de la cultura alemanya; aquest autor va ser llegit per Goethe i Friedrich Schiller, els qui van començar a escriure sobre la història de l'art, i el seu relat de Laocoont o sobre els límits en la pintura i poesia (1766), va ocasionar una resposta per Lessing. Goethe havia intentat ser artista, i els seus esbossos de paisatges mostren «llampades ocasionals d'emoció en presència de la natura que estan molt aïllats en l'època».
L'aparició de l'art com a tema principal de l'especulació filosòfica es va solidificar amb l'aparició de l'obra Crítica del judici d'Immanuel Kant el 1790, i va ser continuada per les conferències realitzades per Hegel sobre l'estètica. Al segle següent, les universitats alemanyes van ser les primeres de fer classes sobre la història de l'art com una matèria acadèmica, començant la posició de lideratge que Alemanya i Àustria ocuparien en l'estudi de la història de l'art fins a la dispersió dels acadèmics a l'estranger durant el període nazi. Johann Gottfried Herder va defensar el que ell va identificar «estils específicament germànics del gòtic i Dürer», començant una discussió sobre els models apropiats per a un artista alemany contra l'anomenada «tirania de Grècia sobre Alemanya» que va durar quasi dos segles.

### Romanticisme i natzarenisme

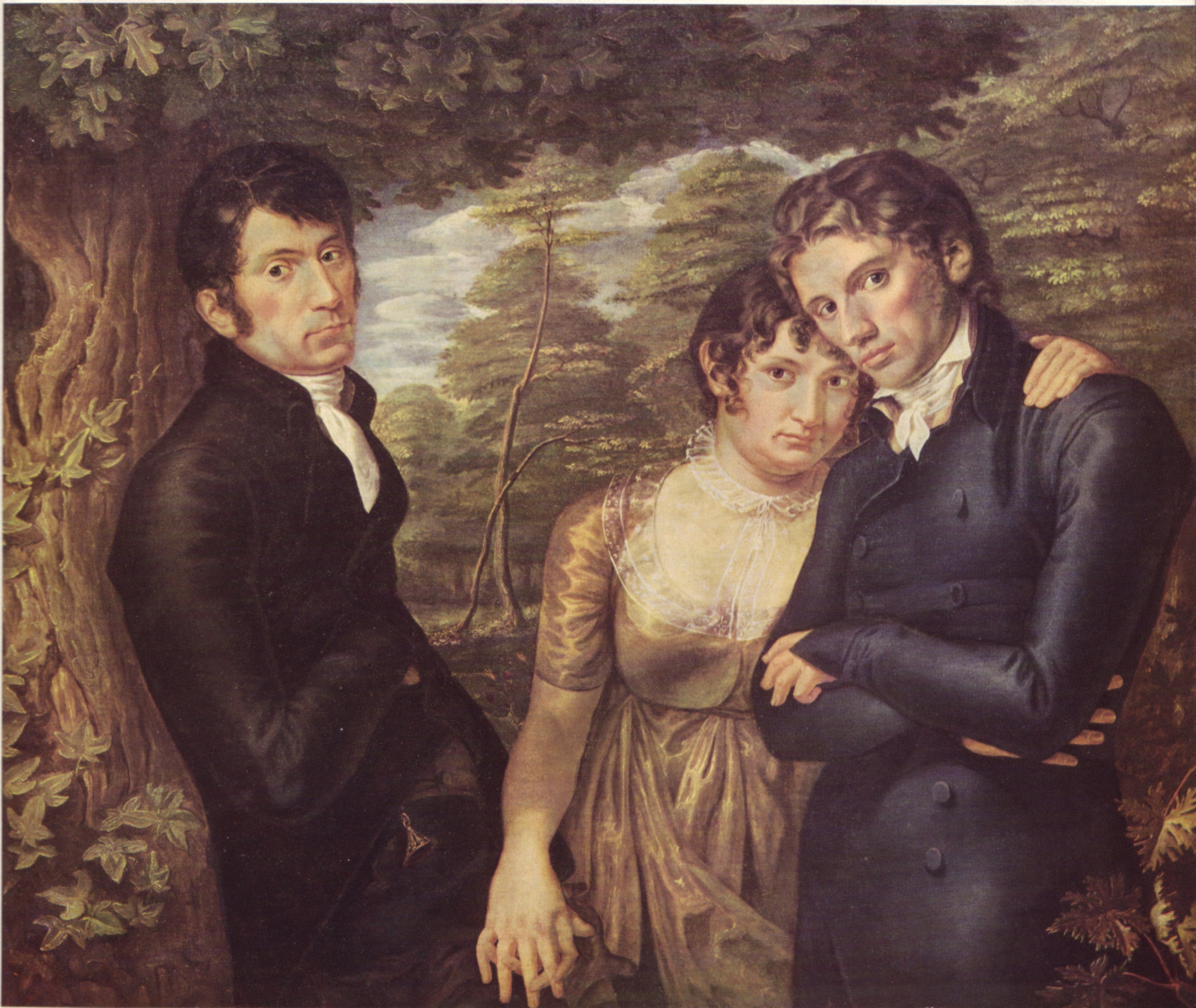
Nosaltres tres (el seu germà Daniel, la seva esposa i el pintor) per Philipp Otto Runge.

El romanticisme alemany va aconseguir un renaixement de la innovació i el caràcter distintiu a l'art germànic. Fora d'Alemanya solament Caspar David Friedrich era ben conegut, però tenien un gran nombre d'artistes amb estils molt singulars, en particular Philipp Otto Runge, que a l'igual de Friedrich s'havia format a Reial Acadèmia de Belles Arts de Dinamarca a Copenhaguen i va ser oblidat després de la seva mort fins al seu ressorgiment al segle xx. Friedrich va realitzar una obra quasi en la seva totalitat de paisatges, amb una sensació distintiva del Nord, i sempre mostrant un sentiment de tranquil·litat quasi religiós. Sovint, les seves figures són vistes des del darrere -com si fossin uns espectadors que es perden en la contemplació del paisatge-. Els retrats de Runge, van ser sobretot del seu propi cercle, són naturalistes llevat dels seus nens amb cara enorme, però els seus altres treballs en la seva breu carrera reflecteixen cada vegada més un visionari panteisme. Adrian Ludwig Richter és recordat principalment pels seus retrats, i Carl Wilhelm Kolbe va ser un gravador (així com un filòleg), les últimes obres del qual mostren figures gairebé devorades per una vegetació gegantina.

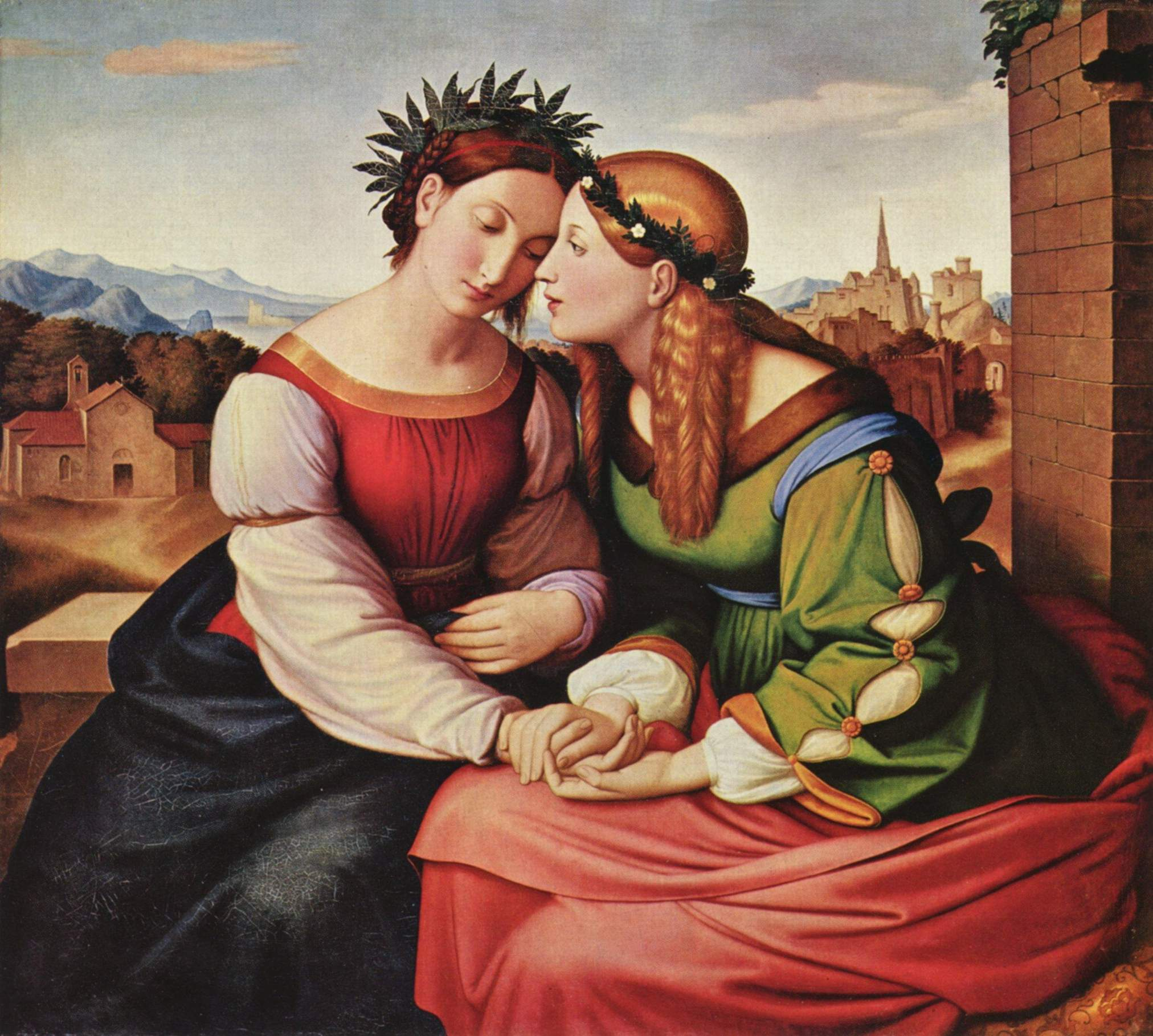
Johann Friedrich Overbeckdel moviment natzarisme, Itàlia i Germània.

El moviment natzarisme denota un grup de pintors romàntics alemanys del segle xix que tenien com a objectiu reviure l'honestedat i l'espiritualitat en l'art cristià. La motivació principal del natzarisme va ser una reacció contra el neoclassicisme i l'educació d'artística rutinària del sistema d'acadèmic. Tenien l'esperança de tornar a l'art que encarnava els valors espirituals, i van cercar la seva inspiració en artistes de finals de l'edat mitjana i principis del renaixement, rebutjant el que ells veien com el virtuosisme superficial de l'art posterior. El seu programa no era gaire diferent a la germandat anglesa del prerafaelitisme de la dècada de 1850, encara que el grup central fins i tot van arribar a utilitzar una roba especial pseudomedieval. L'any 1810 Johann Friedrich Overbeck, Franz Pforr, Ludwig Vogel i el suís Johann Konrad Hottinger es van traslladar a Roma, on van ocupar el monestir abandonat de Sant Isidor. A ells es van unir els artistes Philipp Veit, Peter von Cornelius, Julius Schnorr von Carolsfeld, Friedrich Wilhelm Schadow i una agrupació d'altres artistes alemanys. Es van trobar amb l'artista romàntic de paisatge Joseph Anton Koch, (1768-1839) que es va convertir en tutor no oficial del grup. A diferència del fort suport donat als prerafaeletistes pel crític d'art dominant de l'època, John Ruskin, Goethe va ser desdenyós amb el natzarisme: «Aquest és el primer cas en la història de l'art, quan veritables talents han pres la fantasia de tornar cap endarrere refugiant-se al ventre de la seva mare, i així trobar una nova època en l'art»".

### Naturalisme i d'altres

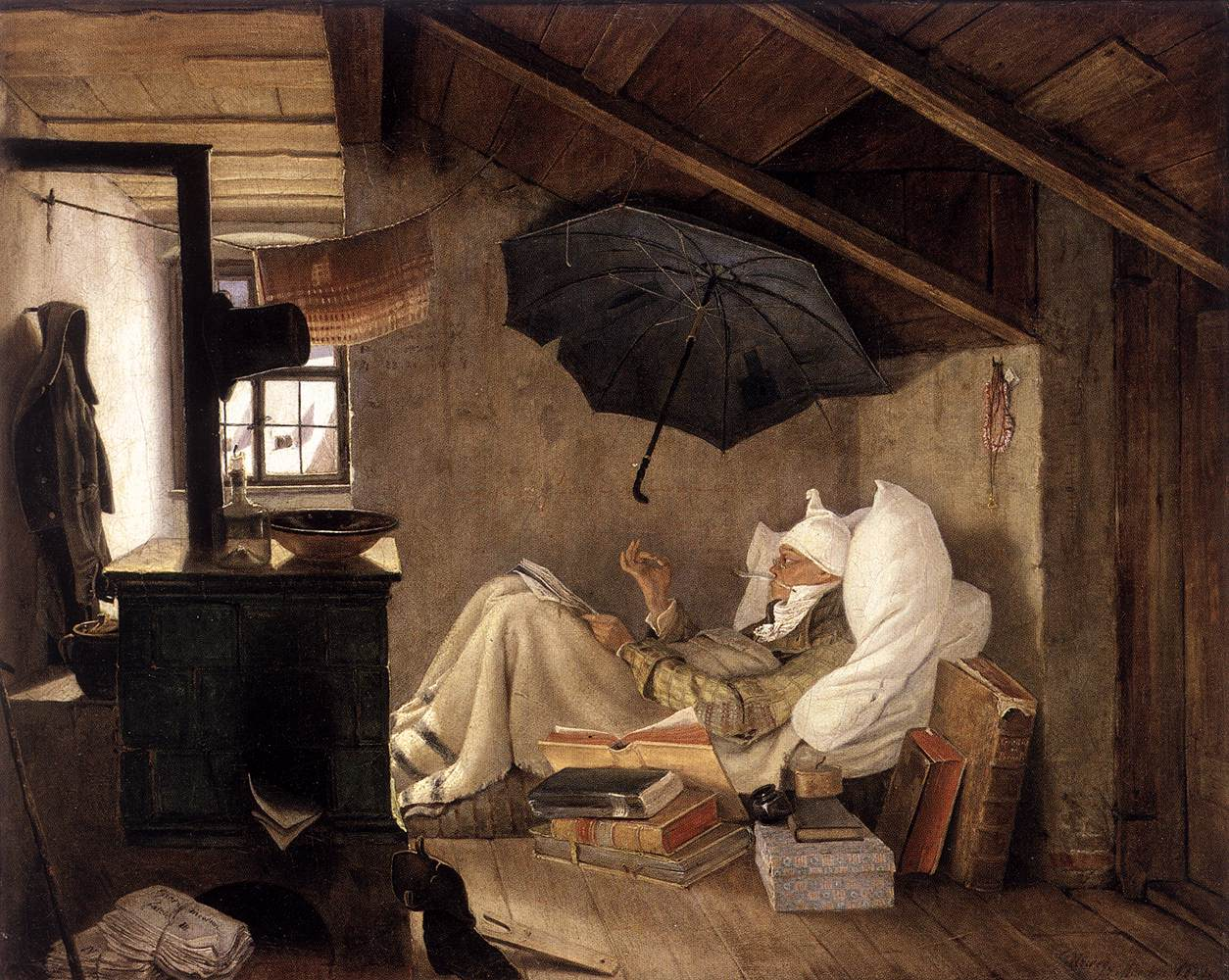
El poeta pobre per Carl Spitzweg. (Època Biedermeier)

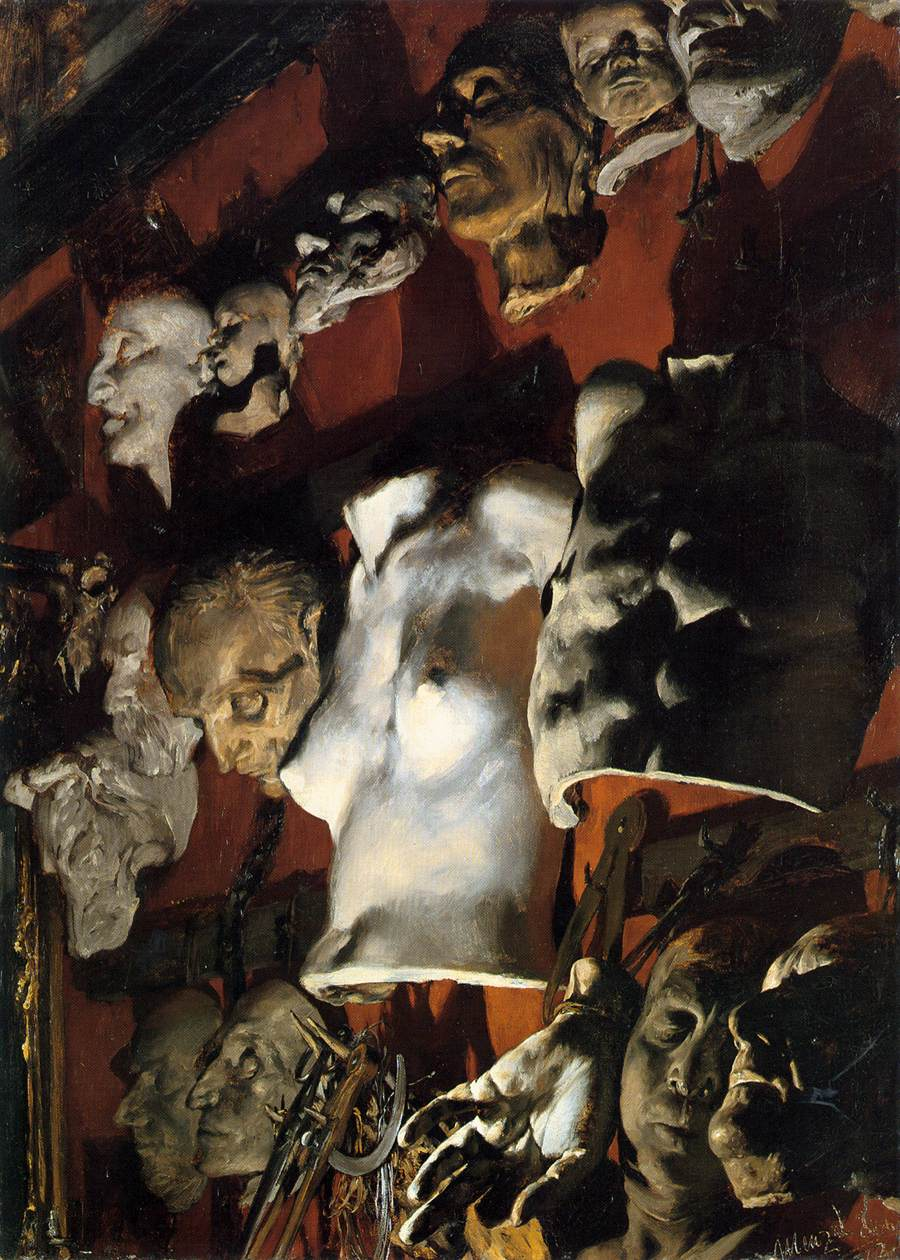
Paret de l'estudi (1872) per Adolph von Menzel.

Biedermeier es refereix a una època de la literatura, la música, les arts visuals i el disseny d'interiors en el període comprès entre el final de les guerres napoleòniques en 1815 i les revolucions de 1848. L'art Biedermeier va apel·lar a les pròsperes classes mitjanes per un realisme detallat, oferint les virtuts domèstiques, amb el que va arribar a contentar els gusts aristocràtics francesos i els anhels del romanticisme. Carl Spitzweg fou un artista alemnay líder d'aquest moviment.
A la segona meitat del segle xix una sèrie de moviments es van desenvolupar, en paral·lel amb les tendències en altres països europeus, encara que probablement la falta d'una ciutat capital dominant va contribuir a Alemanya, fins i tot, més en la diversitat d'estils que en altres països.
Adolph von Menzel va gaudir d'enorme popularitat tant entre el públic general com l'oficial de la cort; en el seu funeral l'emperador Guillem II de Prússia va caminar darrere el seu taüt. Va representar els èxits militars passats i contemporanis de Prússia, tant en pintures com en gravats que van il·lustrar llibres, tanmateix, els seus temes domèstics van ser íntims i commovedors, entre d'altres temes com la Paret de l'estudi. Va seguir el desenvolupament del principi de l'impressionisme per crear un estil que va utilitzar per representar les grans ocasions públiques.
Karl Theodor von Piloty va ser un destacat acadèmic i pintor de temes d'història en l'última part del segle xix, que va ensenyar a l'Acadèmia de Belles Arts de Múnic; entre els seus deixebles més famosos es troben Hans Makart, Franz von Lenbach, Franz Defregger, Gabriel von Max i Eduard von Grützner. El terme «escola de Múnic» es refereix a un grup de pintors que van treballar a Múnic i es van formar a l'Acadèmia entre 1850 i 1918, se utilitza tant per a la pintura alemanya com la pintura grega, això últim després que molts grecs com Georgios Jakobides o Nikolaos Gyzis i d'altres que van estudiar y formar part del grup de Múnic, i molts d'ells van regresar a Grècia, continuant el mateix moviment amb la seva obra artística.
La Secessió de Berlín va ser un grup d'art fundat el 1898 entre d'altres pintors per Max Liebermann, qui compartia l'enfocament artístic de Manet i els francesos impressionistes, i Lovis Corinth aleshores encara produint una pintura naturalista. El grup va sobreviure fins a la dècada de 1930, malgrat les divisions, les seves exposicions regulars van ajudar a llançar les pròximes dues generacions d'artistes de Berlín, sense imposar un estil particular. A prop del final del segle, la benedictina Escola d'art Beuron va desenvolupar un moviment, sobretot per als murals religiosos, en colors més aviat apagats, amb un interès del model medievalista que va treure del Moviment nabí i en una certa manera va ser l'espera cap a davant de l'Art Nouveau o el Jugendstil, com es coneix en alemany. Franz von Stuck i Max Klinger van ser els líders pintors alemanys simbolistes.

## Segle XX

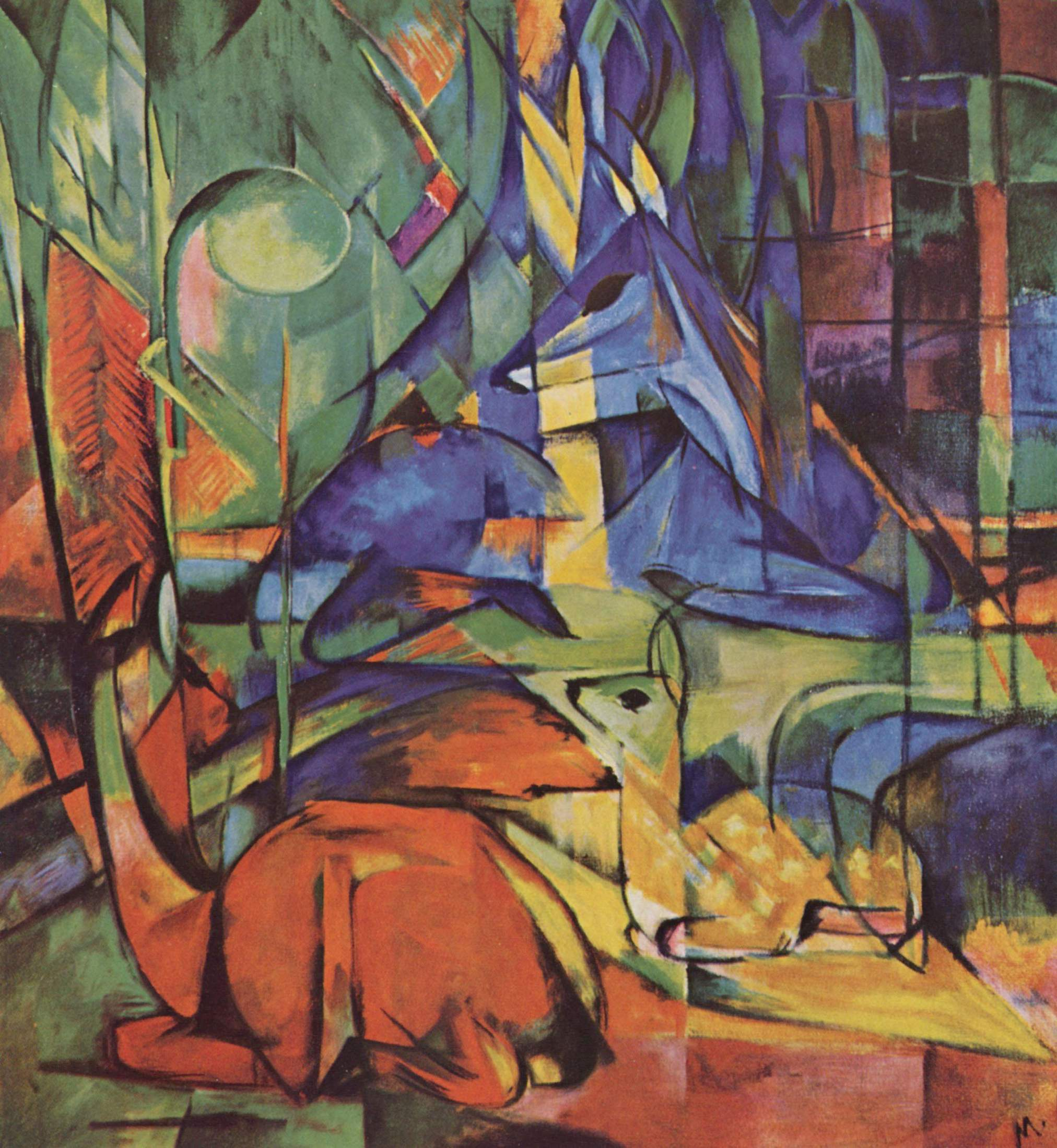
Rehe im Walde per Franz Marc-

També més que en altres països, l'art alemany en el segle XX es va desenvolupar a través d'una sèrie de grups i moviments despresos, molts cobrint també d'altres medis artístics, i sovint amb un element de política específica, com l'Arbeitsrat für Kunst i el Novembergruppe, tots dos formats l'any 1918.
Die Brücke va ser un dels dos grups de pintors fundamentals alemanys per a l'expressionisme, l'altre va ser Der Blaue Reiter. Die Brücke format a Dresde en 1905, va ser un grup d'artistes expressionistes alemanys de estudiants d'arquitectura que volien ser pintors: Fritz Bleyl (1880-1966), Erich Heckel (1883-1970), Ernst Ludwig Kirchner (1880-1938) i Karl Schmidt-Rottluff (1884-1976), amb Max Pechstein i d'altres que es van anar unint. El notòriament individualista Emil Nolde (1867-1956) va pertànyer breument a Die Brücke, ja que estava en desacord amb els membres més joves del grup. El grup es va traslladar a Berlín el 1911, on finalment es va dissoldre l'any 1913.

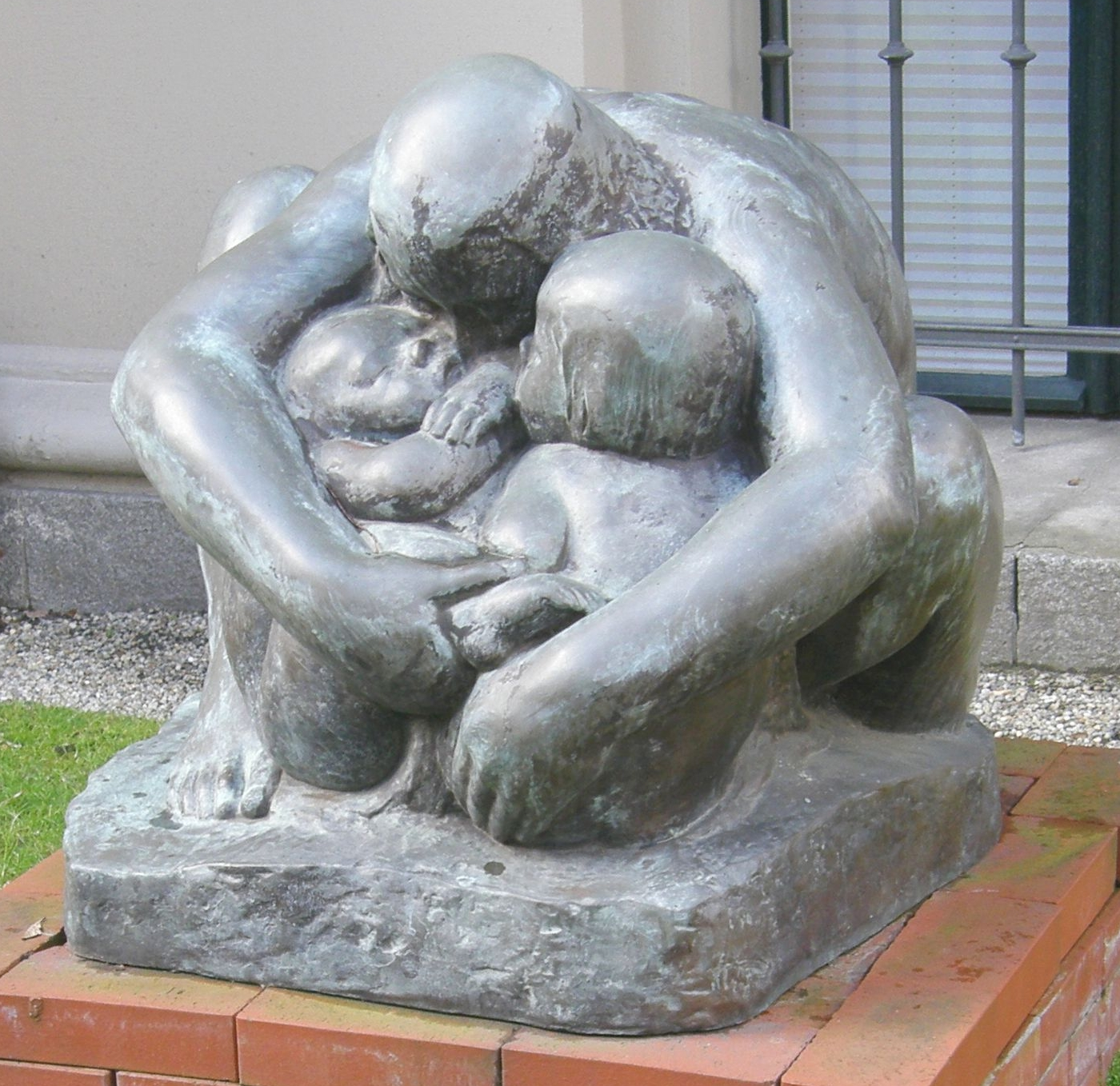
Maternit escultura de Käthe Kollwitz.

Der Blaue Reiter va ser constituït a Múnic l'any 1911. Wassily Kandinsky, Franz Marc, August Macke, Alexej von Jawlensky, Marianne von Werefkin i d'altres, van fundar el grup en resposta al rebuig que havia tingut la pintura Judici Final de Kandinsky en una exposició de un altre grup d'artistes del qual Kandinsky havia estat membre. El nom de Der Blaue Reiter deriva de l'entusiasme de Frank Marc pels cavalls, i per l'atracció de Kandinsky al color blau. Per a Kandinsky, el blau era el color de l'espiritualitat, com més fosc és el blau, més desperta el desig humà per l'eternitat. Kandinsky també havia titulat una pintura Der Blaue Reiter el 1903.
Les obres d'escultura i de gravat de Käthe Kollwitz van estar fortament influïdes per l'expressionisme, que també formava el punt de partida per als joves artistes que van arribar a unir-se a altres tendències dintre dels moviments de principis del segle xx.
Die Brücke i Der Blaue Reiter van ser tots dos exemples de la tendència de l'art alemany de principis del segle XX per ser: «honest, directe i espiritualment compromès». La diferència en com els dos grups van intentar això va ser reveladora. Els artistes de Der Blaue Reiter estaven menys orientats cap a la intensa expressió de l'emoció i més cap a la teoria, una tendència que conduiria Kandinsky a l'abstracció pura. Així i tot, eren importants les propietats espirituals i simbòliques de la forma abstracta. Hi havia, per tant, tons utòpics en les abstraccions de Kandinsky: «Ens trobem davant d'una època de creació conscient, i aquest nou esperit en la pintura hi va de la mà amb el pensament cap a una època de més gran espiritualitat». Die Brücke també tenia tendències utòpiques, però va prendre el gremi d'artesans medievals com un model de treball cooperatiu que podria millorar la societat: «Tot el que amb sinceritat i autenticitat transmet el que l'impulsa a la creació ens pertany». La Bauhaus també va compartit aquestes inclinacions utòpiques, cercant combinar les arts plàstiques i les aplicades en la Gesamtkunstwerk ("obra d'art total").

### Període Weimar

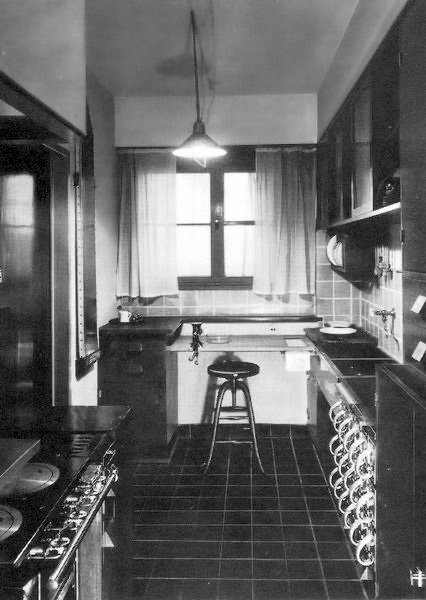
La «cuina de Frankfurt».

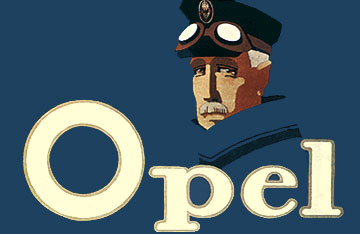
«Cartell Opel» (1911).

Una de les principals característiques de l'art alemany en el segle XX fins a 1933 va ser un apogeu en la producció d'obres d'art de tipus grotesc. Entre els artistes que van utilitzar el gènere sàtir-grotesc es troben George Grosz, Otto Dix i Max Beckmann, sobretot en les seves obres de la dècada de 1920. El Dadaisme a Alemanya, els principals practicants del qual van ser Kurt Schwitters i Hannah Höch, es va centrar a Berlín, on es va tendir a ser més orientat políticament que en els grups del dadaisme d'un altre lloc. Es van fer contribucions importants en el desenvolupament del collage com un medi per al comentari polític. Schwitters més tard va desenvolupar el seu Merzbau, un precursor de l'art de la instal·lació. Dix i Grosz també es van associar amb el grup Dada de Berlin. Max Ernst va dirigir un altre grup del dadaisme a Colònia, on també es practicava el collage, però amb un majos interès en la fantasia gòtica que en el contingut de manifest polític, i va accelerar la seva transició cap al surrealisme, del qual es va convertir en el principal practicant alemany.
La Nova Objectivitat, o la Neue Sachlichkeit, va ser un moviment artístic que va sorgir a Alemanya després de la Primera Guerra Mundial, com una conseqüència i oposició de l'expressionisme. Per tant, és postexpressionista i s'aplica a les obres d'art visual, com ara la literatura, la música i l'arquitectura. Descriu l'estil de construcció simplificat de la Bauhaus, la planificació de projectes urbans i d'habitatge públic de Bruno Taut i Ernst May, i la industrialització de la llar familiar tipificat per la «cuina de Frankfurt». George Grosz i Otto Dix eren figures destacades, que van constituir el costat «verista» del moviment amb Max Beckmann, Karl Hofer, Rudolf Schlichter, Georg Scholz (en les seves primeres obres), o John Heartfield. L'altra tendència és anomenada, «realisme màgic», va incloure Anton Räderscheidt, Georg Schrimpf, Alexander Kanoldt i Carl Grossberg. A diferència d'algunes d'altres agrupacions, la Nova Objectivitat mai no va ser un grup formal, i els seus artistes es van associar amb altres grups; el terme va ser inventat per un practicant simpàtic, i «realisme màgic» difós sobretot pel crític d'art Franz Rohper.
Plakatstil, ("estil del cartell") és també conegut com a Sachplakat, era un estil prematur de l'art del cartell que es va originar a Alemanya en els anys 1900. Les característiques comunes d'aquest estil són les lletres nomenades negretes amb colors plans. Les formes i els objectes estan simplificats, i la composició se centra en un objecte principal.

### Art en el Tercer Reich

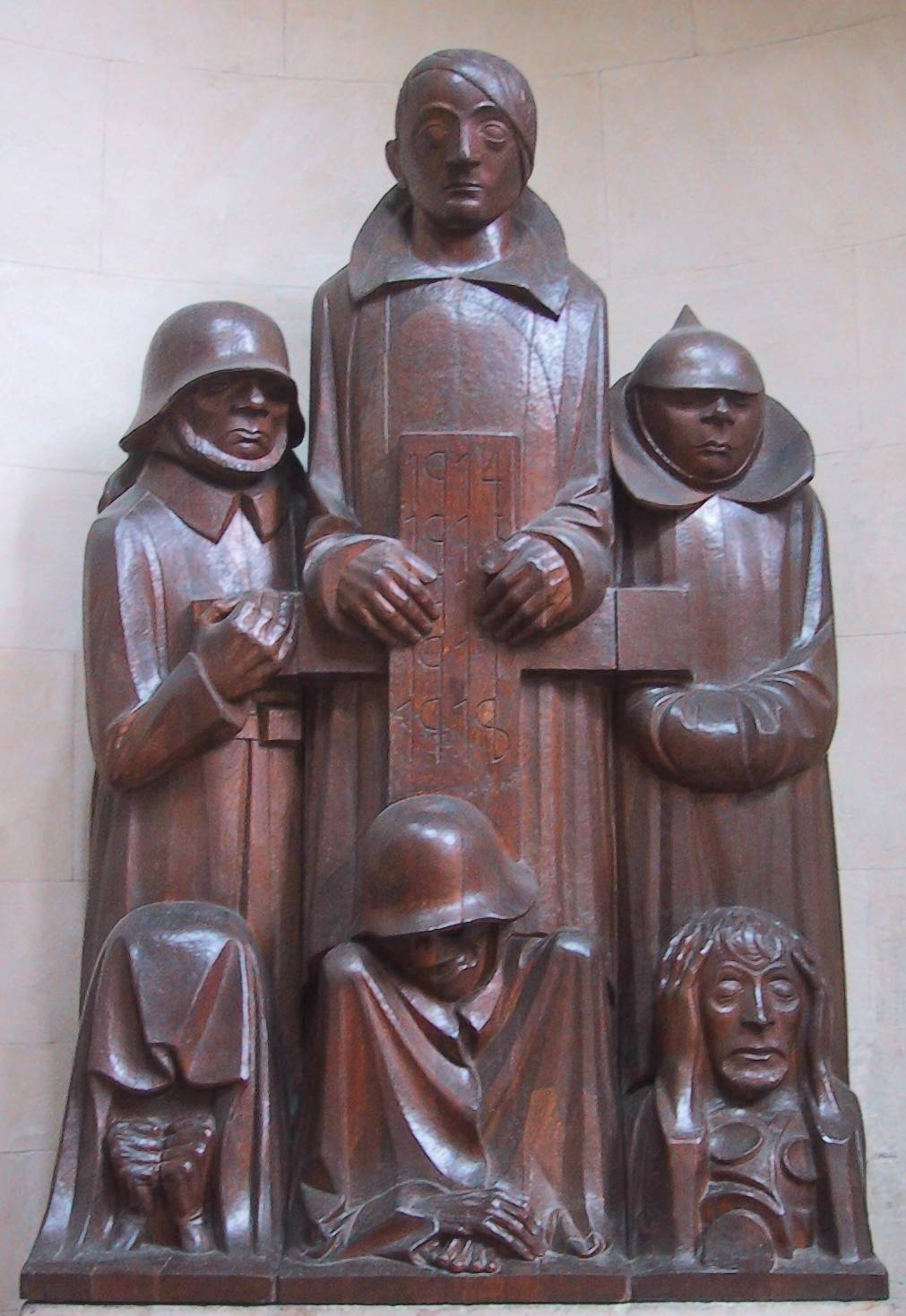
Das Magdeburger Ehrenmal, per l'escultor Ernst Barlach va ser declarat art degenerat.

El règim nazi va prohibir l'art modern, que condemnaven com Art degenerat. D'acord amb la ideologia nazi, l'art modern es va desviar de la norma prescrita de la bellesa clàssica. Mentre que les dècades de 1920 a 1940 es consideren l'apogeu dels moviments d'art modern, hi va haver conflictius moviments nacionalistes oposats a l'art abstracte, i Alemanya no va ser una excepció.
Els artistes alemanys d'avantguarda van ser qualificats com a enemics de l'estat i una amenaça para la nació alemanya. Molts es van exiliar i relativament pocs van tornar després de la Segona Guerra Mundial. Otto Dix va ser un que es van quedar, estant reclutat per a la milícia del Volkssturm. Emil Nolde també es va quedar creant secretament les seves «pintures sense pintar», després d'haver-li prohibit pintar. Beckmann, Ernst, Grosz, Feininger i d'altres es van traslladar a Amèrica, Ernst Klee a Suïssa, on va morir. Ernst Ludwig Kirchner es va suïcidar.
El juliol del 1937, els nazis van organitzar una exposició polèmica titulada Entartete Kunst ("Art degenerat"), a Múnic; posteriorment aquesta exposició va recórrer altres onze ciutats a Alemanya i Àustria. L'espectacle va ser concebut com una condemna oficial de l'art modern, i va incloure més de 650 pintures, escultures, gravats i llibres de les col·leccions de trenta-dos museus alemanys. L'expressionisme, que va tenir el seu origen a Alemanya, tenia la major representació en proporció de les pintures mostrades. Al mateix temps, i amb molta «pompa», els nazis van presentar la Grosse Deutsche Kunstausstellung ("Gran exposició d'art alemany") en el palau Haus *er deutschen Kunst ("Casa de l'Art Alemany"). Aquesta exposició mostrava el treball d'artistes aprovats oficialment com Arno Breker i Adolf Wissel. Al final de quatre mesos l'Entartete Kunst havia atret a més de dos milions de visitants, quasi tres vegades i el nombre que van visitar l'altra exposició Grosse Deutsche Kunstausstellung.

## Art post Segona Guerra Mundial

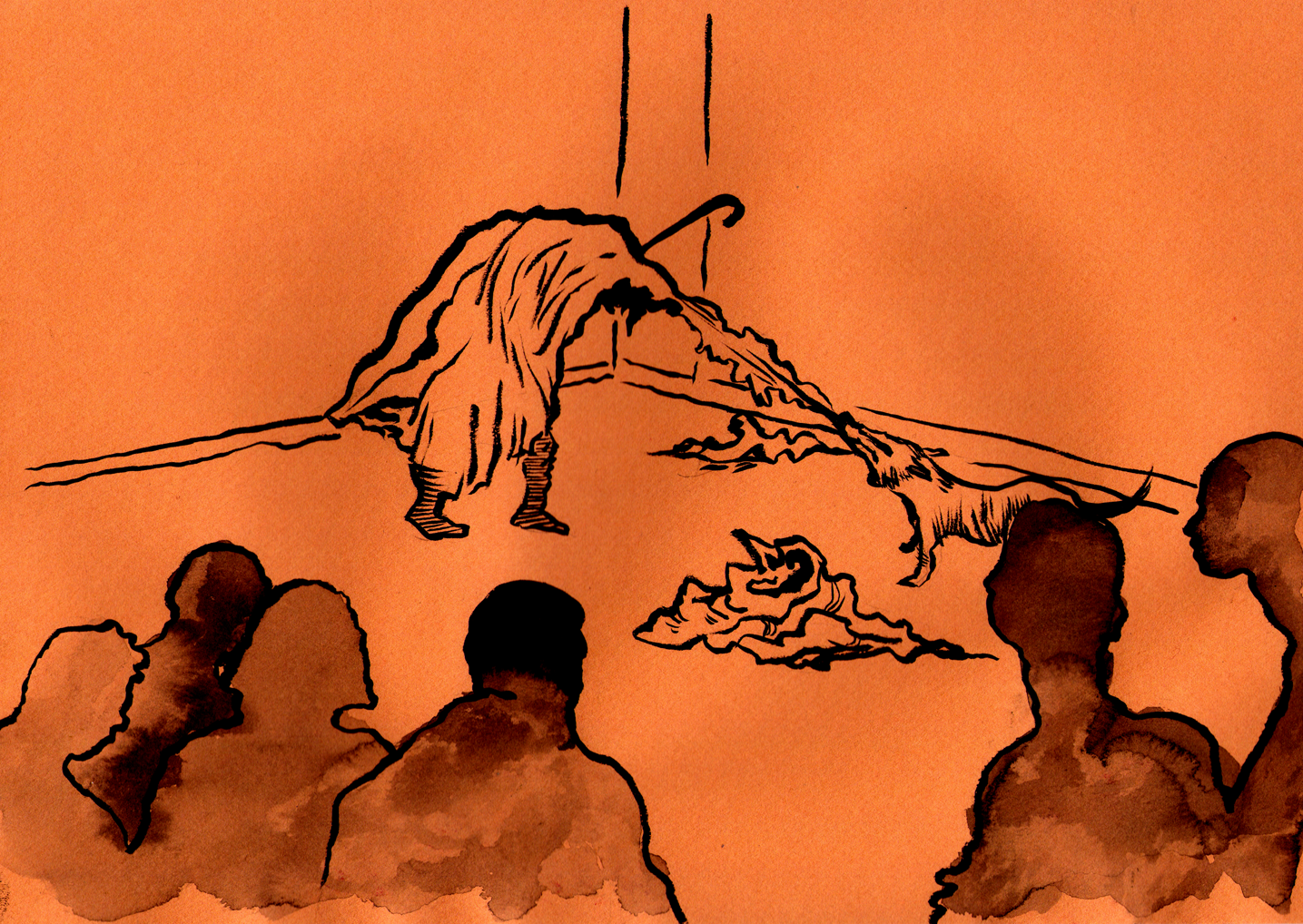
Il·lustració recreant l'acció de Beuys: M'agrada Amèrica i jo li agrado a Amèrica.

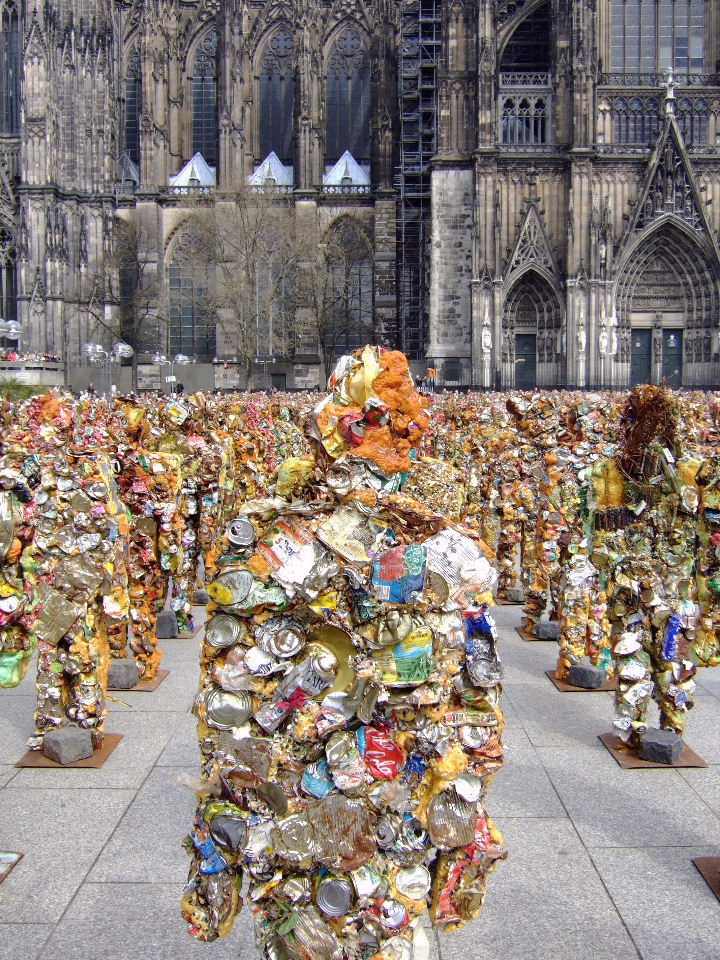
Gent basura, obra de HA Schult presentada a Colònia.

Les tendències de l'art de la postguerra en termes generals a Alemanya es poden dividir en neoexpressionisme i el conceptualisme. Especialment notables neoexpressionistes van ser Georg Baselitz, Anselm Kiefer, Jörg Immendorff, AR Penck, Markus Lüpertz, Peter Robert Keil o Rainer Fetting. Altres artistes notables que van treballar amb els mitjans tradicionals o amb imatges figuratives són Martin Kippenberger, Gerhard Richter o Sigmar Polke.
Els principals artistes conceptuals alemanys inclouen Bernd i Hilla Becher, Hanne Darboven, Hans-Peter Feldmann, Hans Haacke, i Charlotte Posenenske.
L'artista de performance, escultor i teòric Joseph Beuysva ser potser l'artista alemany més influent de finals del segle xx. La seva principal contribució a la teoria va ser l'expansió de l'obra d'art total per incloure tota la societat, segons la seva famosa frase «Tot el món és un artista». Aquest concepte ampliat de l'art, conegut com a escultura social, defineix tot el que contribueix de manera creativa a la societat com a la natura artística. La forma que va prendre la seva obra ha anat variat en actuacions ricament metafòriques, quasi sobre la base de la seva mitologia personal (M'agrada Amèrica i jo li agrado a Amèrica) o les expressions més directes i utilitàries, com ara en l'obra d'art natura 7000 Oaks i les seves activitats en el partit verd.
Famosos per les seves actuacions són HA Schult, Eva Hesse i Wolf Vostell, aquest també conegut per les seves primeres instal·lacions de videoart amb televisors. El 1958 va crear Das scherzo Zimmer. La primera obra en la història de l'art que incorpora un televisor, que avui forma part de la col·lecció del Museu Berlinische Galerie de Berlín. També va ser pioner de l'happening i del moviment Fluxus a Europa
En el grup d'art Gruppe SPUR van participar: Lothar Fischer (1933-2004), Heimrad Prem (1934-1978), Hans-Peter Zimmer (1936-1992) i Helmut Sturm (1932). Els artistes es van reunir per primera vegada a l'Acadèmia de Belles Arts de Múnic, i es van associar amb la Internacional Situacionista, les seves obres i propostes van influir notablement en la cultura europea i són encara vigents, pel fet que se centren en les interrelacions entre cultura i política, i per la seva reivindicació de l'espai públic com a lloc de creació cultural i acció política. Altres grups inclouen el Junge Wilde de finals de 1970 a començaments de 1980.
Documenta és una important exposició d'art contemporani celebrada a Kassel cada quatre anys, Art Cologne és una fira anual d'art, creada el 1967, autonomenda com «primera fira d'art del món», i Transmediale un festival anual d'art i cultura digital, celebrada a Berlín.